# 国鉄スハ43系客車

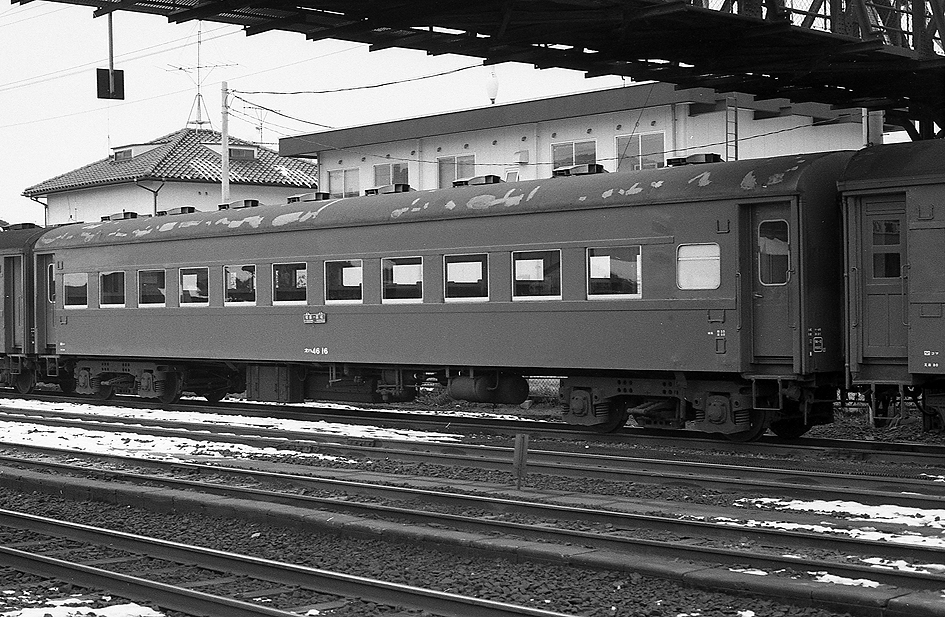
オハ46形（高松駅付近、1984年撮影）

国鉄スハ43系客車（こくてつスハ43けいきゃくしゃ）とは、日本国有鉄道（国鉄）が1951年（昭和26年）から製造した客車の形式群である。
本形式は急行列車等の優等列車運用に供する目的で投入され、その目的から資料によっては急行形車両に分類されることがある。一方後年は普通列車にも使用されており、国鉄の現場などでは一般形客車（在来形客車・旧型客車とも）と呼ばれ、一般形車両に分類されることもあるが、本形式は正式な意味で急行形や一般形に分類される車両ではない。
在来設計の発展型ではあるが、台車構造や車内設備などに多くの新機軸を採り入れ、従来の客車と比較して居住性を大幅に改善した、画期的な客車であった。
本項では、当形式と設計の基本を同じくする、特急列車で使用することを目的に投入された客車であるスハ44系客車についても記述する。

## 概要
国鉄が定めた正式な系列呼称ではなく、軽量客車と称された10系と従前のオハ35系との間に位置する、同一の設計思想によって製作された客車を総称する、趣味的・便宜的な呼称である。完全切妻車体で鋳鋼製ウイングばね台車を使用した形式群を一括し、スハ43形を代表としたスハ43系客車の呼称が一般的である。
具体的には、三等車のスハ43形、スハ44形、スハ45形、オハ46形、三等緩急車のスハフ42形、スハフ43形、スハフ44形、オハフ45形、三等荷物合造車のスハニ35形、特別二等車のスロ53形、スロ54形、食堂車のマシ35形、マシ36形、郵便車のスユ41形、スユ42形、スユ43形、およびこれらの改造車が該当する。このうち特急専用車として製造されたスハ44形、スハフ43形、スハニ35形の3形式は特に「スハ44系」と総括されることもある。
また、1950年（昭和25年）度に製造された特別二等車のスロ51形、寝台車のスロネ30形、マイネ41形、および郵便車のオユ40形についても、車体構造などに共通点が多いため、同じ系列に含めることが多い。

## 構造
戦前から戦後にかけて製作されたオハ35系の改良版として設計された。

### 車体
鋼体化車両と称されたオハ60形（1949年から製造）で採用された、完全切妻形車体（連結面に後退角がない車体）を引き続いて採用した。これにより客室と出入り台（デッキ）の有効面積が広がり、わずかではあるが座席間隔も広くなった。製造上も、デッキ部分の工数が減ってコストダウンにつながっている。
従来の緩急車は、出入り台と客室の間に車掌室を設けていたが、本系列ではオハ60系と同様、車掌室を車端部に移した。これは車掌の後方監視の改善に寄与している。
本グループに属する各車の生産時期は、日本の戦後復興が進展した時代にあたり、資材の品質や内外装の仕上げも、終戦直後の混乱期と比較して平時水準の良好なものとなった。

### 台枠
台枠は従来型鋼製客車で長らく用いられた長土台方式が取りやめられ、電車用と同じく側梁に溝形鋼を貼り付ける方法に変更された。従来は側梁の山形鋼の部分を長土台に載せて組み立てる方式が取られていたが、長土台部分が側梁の腐食の原因となっていたことが判明していた背景がある。この側梁溝形鋼方式は60系鋼体化客車において台枠部材の有効活用のために先行して採用されていた。
台枠形式はスロ50形・スロネ30形では大横梁の多いUF130が採用され、以後もスロ51形など自重の大きな車種に採用された。スハ43形ではUF135台枠が使用され、オハ35形のUF116台枠と比較して中梁の高さが自動連結器の中心高さに近づける形で低くなっている。スハフ42形ではUF135をベースに車掌室部分に対応したUF136が採用された。マシ35・36形ではUF135をベースに大横梁が増やされたUF131が採用されている。
特急用のスハ44系では出入口を1か所省略した構造のため、スハ44形でUF137、スハフ43形でUF138が採用されている。
1954年（昭和29年）以降はUF135・UF136をベースに側梁を軽量化したUF135A・UF136Aが開発され、スハ43系後期車やオハ46形などに採用された。

### 台車
台車は新形のTR47が採用された。これは、オハ35系のマイナーチェンジ版というべきスハ42形客車で採用された、ウイングばね式鋳鋼台車であるTR40の設計を基本としつつ、基礎ブレーキ装置を構成する連動てこ類の取り回しと枕ばね部分の設計を変更して乗り心地の改善を図ったものである。

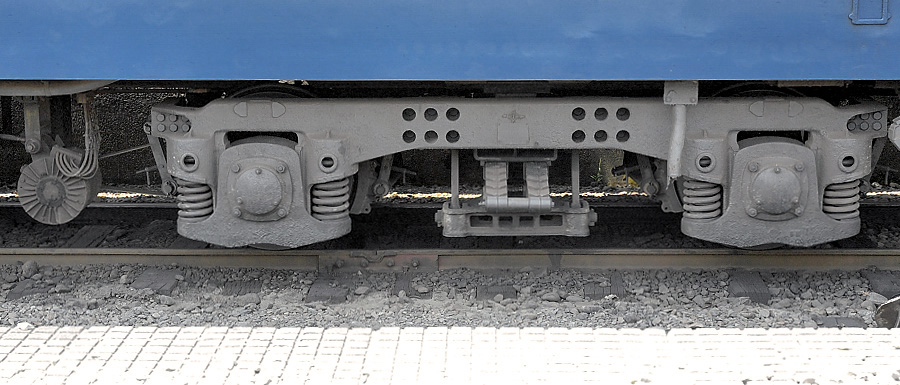
スハフ42形のTR47形台車。台車の左に見える円筒形の機器は車軸発電機。
（大井川鐵道千頭駅）

国鉄で戦前設計の在来形2軸ボギー客車に多用されていたTR23・34は、軸箱直上に圧縮コイルばねを置く単純な軸ばね式台車であった。しかし、ばねの変位量を大きく設定することが困難で、かつ極端な過積載（88名の定員に対し400名 = 乗車率450 %程度）を想定していたため、枕ばねについて過大なばね定数が設定されていた。これにより、乗り心地が悪かった。
これに対し、TR34の後継として側枠の一体鋳鋼化を実施したTR40では、基本設計に携わった扶桑金属工業がモハ63形用として国鉄に納入したTR37で成功を収めた、「ウィングばね式軸箱支持機構」が採用された。枕ばねの設計こそ前世代のものが踏襲されたものの、軸ばねの変位量増大と2本のばねへの負荷分散に伴うばね定数の大幅引き下げ、それに揺れ枕吊りの延長による揺動周期の長周期化で、乗り心地が大きく改善されることが確認された。
本系列が設計された当時、優等客車は戦前以来の伝統でばね定数を引き下げるために車軸数を増やし、3軸ボギー台車とするのが常識とされていた。しかし冷房装置などの追加に伴い、床下機器搭載スペースの不足が問題となりつつあったことから、TR40での成果を受けて設計が見直され、本系列以後に新造される優等客車は、3軸ボギー台車ではなく通常の2軸ボギー台車を使用することが決定された。
この方針に従い、まず食堂車であるマシ35形・カシ36形用として、TR40の設計を基本としつつ緩衝ゴムの挿入や枕ばねのばね定数変更などを実施したTR46が、今後の標準台車試作の意味合いも込めて1950年（昭和25年）に設計された。
さらに、その枕ばねに用いる重ね板ばねを4列から2列に減らすなど、主として枕ばね周辺の設計を簡素化し、客車用標準形台車として設計されたのが、TR47である。
TR47は、定員オーバー時の荷重をより現実的に130人（乗車率147%）程度と見積もることでばね定数の大幅な引き下げを実現しており、これによりTR40と比較して大幅な乗り心地の改善が実現した。ばねの適切な設定と、一体鋳鋼製側枠による高剛性によって振動が小さくなり、国鉄の旧型台車の中では格別に乗り心地の優れた台車の一つとなった。
一方で、鋳鋼製の台車枠と軸箱守のため重量がかさむ上、ばね下重量が過大で軌道破壊が起きやすく軌道保守に負担を強いるという欠点があるため後期形では側枠や軸箱守などの設計が変更され、軽量化が試みられている。
なお、このTR47はその優秀な性能を買われ、本系列群から捻出した他の用途への転用例も多く生じている。

### 車内

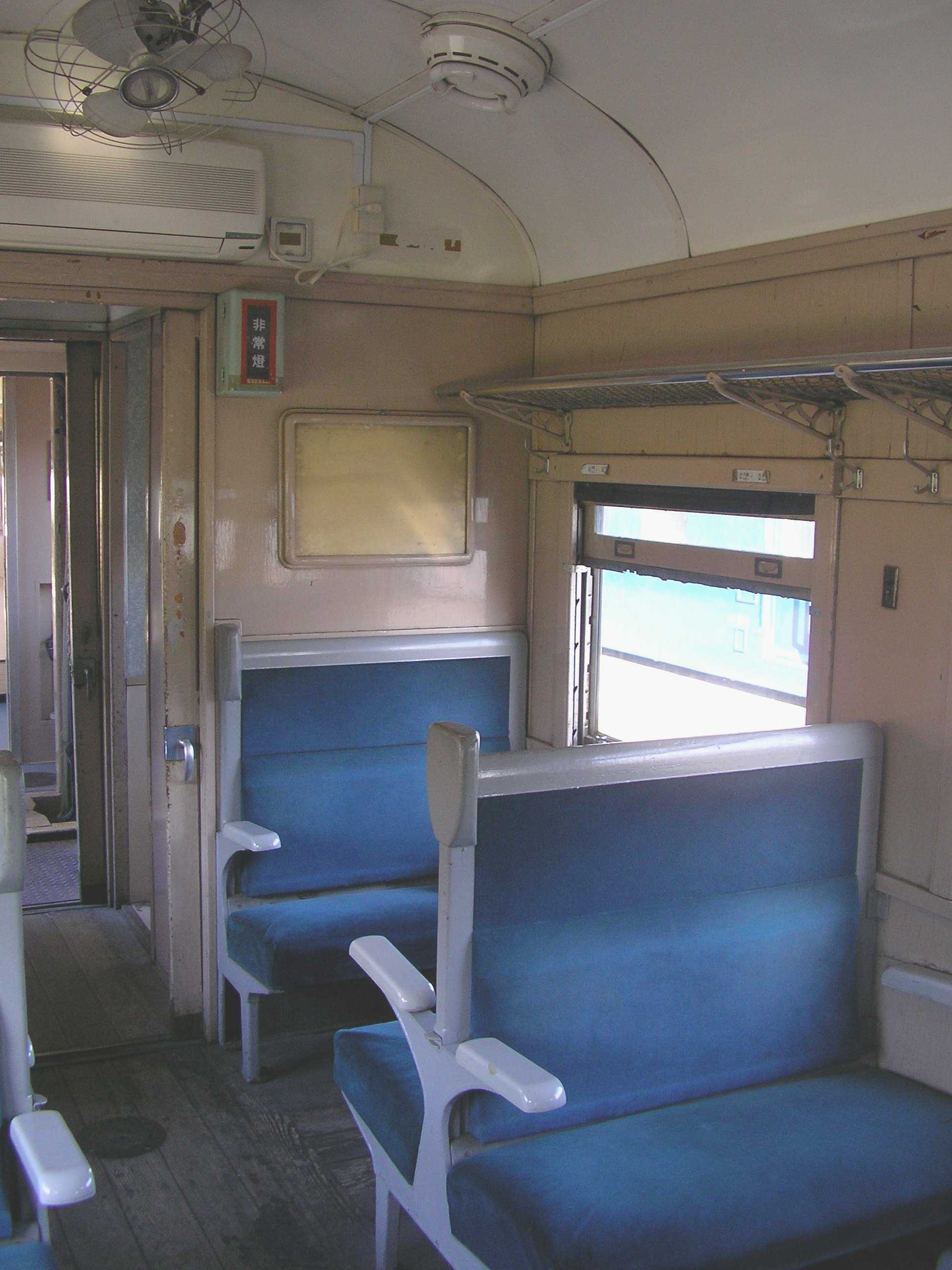
スハフ44形（近代化改装車）の内装。座席形状と通路側頭もたせが大きな特徴である

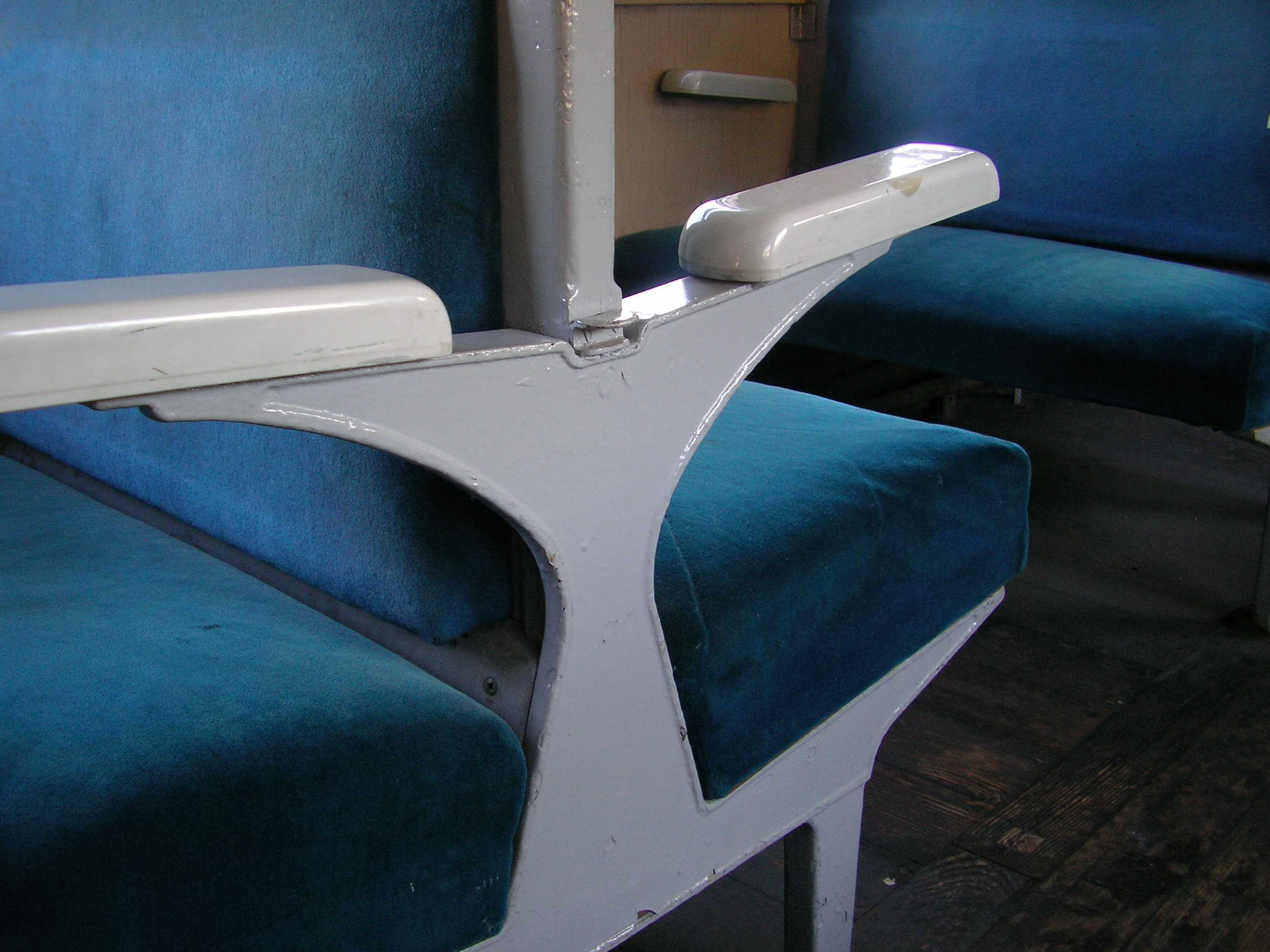
スハフ44形の座席側面に設けられた栓抜き。これが当初の形態であった

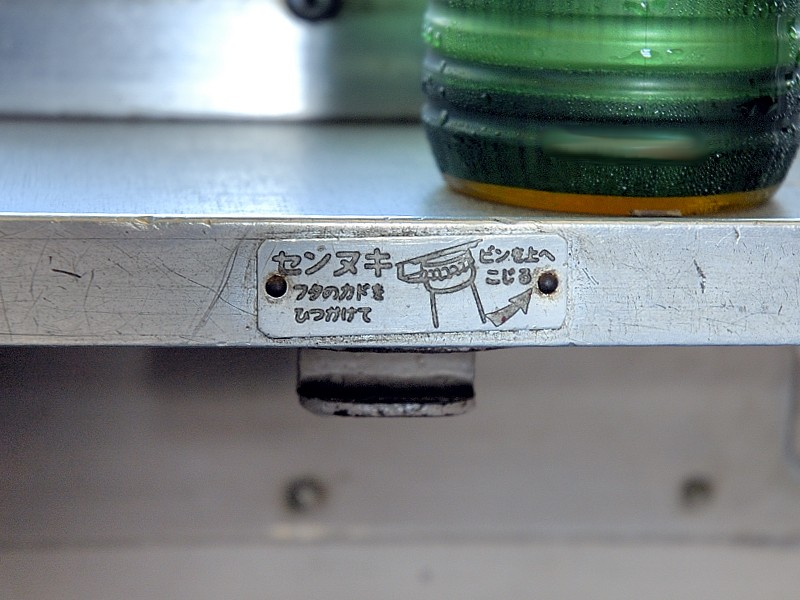
スハフ42形の座席テーブルに設けられた栓抜き

それまで、優等客車に比してアコモデーションが劣るのもやむを得ないとされてきた三等客車の接客設備であるが、43系ではこの面で著しい改善が見られた。設備自体の改善に加え、新しい着想による装備も追加して、旅客サービスの向上が図られている。
従来の客車では、車内照明は天井中央に1列で最小限であったが、43系では80系電車（湘南電車）と同様に2列配置とした。当時は、車載の蛍光灯照明は技術・コスト的に困難であり、まだ白熱灯照明ではあったが、照明数の倍増で、従来の客車に比べ車内は大幅に明るくなった。
座席は、背ずりの下半分の詰め物を厚くして腰への当たりを良くするとともに、スプリングも軟らかくされて座り心地が良くなり、長距離利用者に配慮したものとなった。シートピッチは15 mm拡大され1,470 mmとされている。また、座席の通路側には固定式の頭もたせが付けられた。頭もたせは、特に夜行列車運用時には乗客に好評で、43系の後続形式である10系客車では窓側にも追加設置された。
客室とデッキを仕切る扉の戸車についても、従来は優等車に限って使用されていた防音戸車を標準採用し、車端座席の乗客の居住性改善を図っている。
便所は、80系電車同様に便器を埋め込み式として、内装にタイルによるシーリングを行い、清掃をしやすくして清潔性を高めた。また、便所使用中に客室にその旨を知らせる表示灯（便所使用知らせ灯）も、この形式から採用された。客室端壁面に装備されたこの表示灯は、当初は赤ランプだったが、非常信号と紛らわしく乗客が不安になった事例があったため、後に橙色に変更された。
新製当初の初期形車では、乗客の利便性を考慮し、各座席下にくず物入れが設けられたが、運用してみると清掃の手間がかかり過ぎるため、後に洗面所に大型のくず物入れを設ける方向に転換した。洗面所もしくはデッキへの大型くず物入れ設置は、以後の長距離用車両の標準装備となっている。

#### 固定式栓抜き
本系列群が登場した1950年代には市販のビールや清涼飲料水は王冠で栓をした瓶に入って販売されているのが普通であり、栓抜きを忘れた乗客が、客車の窓框（まどかまち）や肘掛けに王冠を引っかけて瓶をこじ開けようとすることも珍しくなかった。このため、多くが木製内装だった当時の客車では、内装の損傷を招いた。
その対策として、本形式群の増備途中から、小さな金属板をコの字状に折り曲げた固定式栓抜きが装備されるようになった。王冠を栓抜きの下あごに掛け、瓶を手前に引き上げれば、栓抜きの上あごに王冠の中央が当たって折られ、てこの原理で栓が抜ける仕掛けである。のちには本系列群も含め、多くの国鉄長距離車両の窓側テーブル下に設置された。なお、本系列ものちの近代化改造時、窓側に栓抜き付きのミニテーブルが取り付けられている。

## 形式別概説
第二次世界大戦で敗戦した日本は連合国軍最高司令官総司令部 (GHQ) の占領下に置かれ、鉄道車両も民間運輸局（CTS）の要求により一等寝台車や特別二等車などの連合軍向け客車の新製を余儀なくされていた。
三等客車の新製はスハ42形など一部を除いて承認されず、車両不足の中で戦前製車両を酷使する状況が続いた。1949年（昭和24年）より木製客車の鋼体化改造で登場した60系客車は普通列車向けであり、急行列車の使用には向かなかった。1950年（昭和25年）になると三等車の新製が認められるようになり、従来の客車から大幅な設計変更を行ったスハ43形とスハフ42形が1951年（昭和26年）に登場した。

### 寝台車

#### マイネ41形
マイネ41形は進駐軍の民間運輸局 (CTS) の命令により製造された一等寝台車で、マロネ40形の増備車として1950年（昭和25年）に12両が製造された。車内は中央廊下を配し、昼間はボックスシートとして使用可能なプルマン式寝台であり、寝台使用時の定員は24名である。プルマン式寝台は後に製造された20系客車のナロネ21形にも採用された。製造は日本車輌・川崎車両に加え寝台車としては初めて近畿車輛が担当する事となった。
車体は後のスハ43形に近い切妻形状であるが、妻面の幅が車体幅より若干狭くなっている。屋根はマロネ40形と同じく車両限界まで高くした深い丸屋根で、屋根上に通風器は設置されていない。台車はTR40のばねを柔らかくしたTR40A、台枠はUF125である。冷房装置は床下に搭載され、ベルト駆動で発電機を回転させた動力で圧縮機を駆動する車軸発電機方式を採用した。
1955年（昭和30年）の称号改正で一等寝台車が廃止となり、マイネ41形は二等寝台車のマロネ41形に格下げ・改称された。等級帯も白から青に変更されている。
1960年（昭和35年）の2等級制移行で1等寝台車となる。

### 設備
個室をなくして全室開放式のプルマン寝台とした。寝台区画は12区画、定員は座席48名（寝台数24）である。寝台間の間仕切はこれまでの着脱式から、背ずり中央に収納し使用時にはロックを外すと飛び出す方式(部内では「びっくり箱式」と呼ばれた)とした。
大きな特徴としては、西欧の習慣に倣いトイレ・洗面所・休憩室を男女別として洋式便所を導入したことが挙げられる。それまで列車のトイレを洋式のような腰掛け式として利用するには、和式便器にその都度別付けの便座を取り付けて間に合わせていたが、いささか不潔で評判が悪かった。また、マイネ40と異なり当初から給仕室を設置した。
また内装をそれまでのワニス塗り仕上げから薄緑色塗装仕上げとした「室内塗りつぶし車」のさきがけとなった。一方、照明はマイネ40の蛍光灯から白熱灯に後退。
冷房装置は電気式となり、車軸動力で発電機を駆動した。三菱電機と東洋キャリア社の2社の方式が併用されたため、いずれかが搭載されている。屋根上に冷房装置の点検蓋を設けて整備性を改善している。

### 改造工事
1961（昭和36）年、冷房装置のうち凝縮ユニットをオロネ10形同様の仕様であるCU1形に変更した。
1962（昭和37）年から抜本的な体質改善工事が行われた。TR40A形台車の枕バネが、従前の板バネから空気バネに改造されて乗り心地を改善、台車名称もTR40D形へ変更された。さらに冷房用電源についても従来の車軸駆動発電機から4PQディーゼル発電機に置き換えている。塗装も晩年は青15号に変更された。
また、6両が側窓を複層ガラスによる固定窓に改造され、21～26に改番された（種車は順不同で1・3・10・11・8・9）。ウインドウシル・ウインドウヘッダーの付いた古い外見と固定窓はややミスマッチであった。一部は内装をメラミン化粧板化するなど全面的に改装し、設備・機能はオロネ10形に近いものとなった。
山陽新幹線岡山暫定開業の1972年（昭和47年）までに一般営業から退き、最後に残った20番台の2両も1974年（昭和49年）にマヤ43形に改造されたことで形式消滅した。

#### スロネ30形
進駐軍向け客車の製造優先を余儀なくされていた中、1950年（昭和25年）にはスハ32系のマハ47形を改造したマロネ39形が戦後初の日本人向け二等寝台車として登場した。新製車は特別二等車（特ロ）の増備によって後回しとされていたが、1951年（昭和26年）には二等寝台車の新製車が登場し、スロネ30形が10両製造された。スロネ30形は旧型客車で最後の新製寝台車であり、以後の寝台車の製造は10系客車に移行した。
寝台はマロネ39形と同様に4人用のコンパートメント形式の寝室を8室設け、定員を32名とした。寝台は枕木方向に600 mm幅の二段式寝台を設けた。のちのオハネ14形700番台に近い車内寝台配列であり、スロネ30がルーツになったとも言われている。
利用者からも好評で定員が32名と多いことも喜ばれ空席もなく働き続けたが、マロネ29形などが返却されはじめると寝台幅が狭く、区分室のため見知らぬ客同士が同室になることへの抵抗感も手伝って評判は下がり始めた。より接客設備の良いオロネ10形が登場すると定期急行列車運用から外され、臨時急行や準急列車、団体臨時列車に使われた。
冷房改造や二等寝台（二等級制時代の）への格下げ改造はされず、1970年（昭和45年）までに余剰廃車またはマニ36形・マニ37形への改造により姿を消した。
なお、1950年（昭和25年）にGHQからの命令で進駐軍兵員輸送用寝台車として「マロネ31形・スハネ40形」を製造する計画もあったが、これは実現しなかった。

### 特別二等車（のちのグリーン車）

#### スロ51形
GHQの民間運輸局（CTS）は一等寝台車とともにリクライニングシート付き二等車の増備も要求し、特急用特別二等車（特ロ、のちの一等車→グリーン車）として鋼体化客車のスロ60形とスロ50形（予算は新製車扱い）が製造された。続いてCTSは急行用として特別二等車60両の増備を要求し、1950年（昭和25年）に完全新製車としてスロ51形が登場した。近畿車輛、帝國車輛、新潟鉄工所、日本車輌、東急車輛、川崎車輛、日立製作所で60両が製造された。
基本設計は1,100 mmピッチのリクライニングシート付きのスロ50形と共通であるが、のちの冷房化を考慮していなかったため、配電盤のスペースを省略し 専務車掌室と荷物保管室を若干狭くして定員を52名としている（スロ50形は48名）。台車はTR40の枕ばねを2連に変更したTR40Bを装着する。
スロ51 5 - 10・30・31の8両は新製当初から北海道向け設備を装備していたため、1952年（昭和27年）に別形式が付与されてスロ52形 スロ52 1 - 8に改番され、後になって北海道向け改造を行った11両についてもスロ52形 スロ52 9 - 18に改番された。
全国の急行列車で使用されたが、1966年（昭和41年）と1967年（昭和42年）に4両がスロフ51形2両とスロフ52形2両にそれぞれ改造され、さらに1968年（昭和43年）から1972年（昭和47年）の間に2両が荷物車のマニ37形30番台、23両が全ロングシートの通勤形客車であるオハ41形350番台、1両が保健車のスヤ52形にそれぞれ格下げ改造され、残りの6両も1972年（昭和47年）までに廃車となり形式消滅した。なお、後年、団体臨時列車に充当された一部は電気暖房が取り付けられて2000番台となった。

#### スロ52形
スロ51形のうち北海道向けとして新製されたものを改番した特別二等車（特ロ、のちの一等車→グリーン車）で、1952年（昭和27年）に8両が登場した。窓配置等の車体配置はスロ51形と同じであるが、客窓の二重窓、温気暖房装置等の北海道向け設備を装備しており(蓄電池箱は大型化されていない)、台車は歯車駆動方式の車軸発電機付きのTR40Bを装着する。

#### スロ53形
1951年（昭和26年）に30両が製造された。座席間隔が1,160 mmに拡大された。
スロ60形・スロ50形・スロ51形の既存特ロ3形式における使用実績と乗客・乗務員の意見をもとに設計されたため、当時としては完成度の高い特別二等車とされるが、本形式で新採用したアメリカ流の鋼板製荷物棚は、忘れ物のトラブルが多発したため失敗と評価されてしまった。以降製造された国鉄の特急・優等座席車の荷物棚は長らくステンレスパイプ棚が採用された。
1957年（昭和32年）から1958年（昭和33年）にかけて、客車の近代化改装工事により側窓のアルミサッシ化と室内灯の蛍光灯化が実施された。1964年（昭和39年）までに緩急車のスロフ53形に改造されて形式消滅した。

#### スロ54形
スロ53形に続いて特急用として製造されたリクライニングシート付き特別二等車（特ロ、のちの一等車→グリーン車）で、1952年（昭和27年）末から1955年（昭和30年）にかけて47両が製造された。スロ53形の設備を踏襲するが、客室照明には蛍光灯を採用した。これにより現在につながるグリーン車の基本様式を確立した。全車が冷房化されて1982年（昭和57年）秋まで運用された。
0番台、2000番台は特急用として新製されたグループで、近畿車輛、日本車輌、汽車製造において、1952年（昭和27年）から1953年（昭和28年）にかけて32両、1955年（昭和30年）に15両の計47両が製造された。基本設計はスロ53形と変わらないが、新製時より室内灯に蛍光灯を採用したためスロ53形とは別形式となっている（当時はナハ10とナハ11のように、白熱灯か蛍光灯かで形式を分けていた。）。スロ53形では荷物棚が鋼板製であったが、荷物の置き忘れが多いためステンレスパイプに変更されている。定員はスロ53形と同じ48名で、台車は防振ゴム付きのTR40Bを装着する。1955年（昭和30年）製のグループは座席灯が埋め込み式になったり、座席形状の変更等のマイナーチェンジが行われた。
1964年（昭和39年）に2両が冷房試作車マロ55形となった。残る45両はTR23系台車に交換されてスロ54形のまま冷房化され、マロ55形も台車交換によりスロ54形へ再編入された。さらに1968年（昭和43年）と1969年（昭和44年）に11両が北海道向け改造を行い、スロ54 501 - 511に改造された。
当初は本州・九州の主要な客車区に配置され、東北地方から九州にかけて特急列車や主要な急行列車で運用されたが、この時点では座席の構造上、電気暖房装置の設置が困難だったため、1959年（昭和34年）から1962年（昭和37年）にかけて電気暖房を標準で設置したオロ61形がオハ61形からの改造で増備されると、全車が品川客車区以西の配置とされて上野発着の列車から撤退した。のちに一部車両は新式の電気暖房装置を取り付けて2000番台となったが、品川以北への転属は行われず、東京以西の急行列車や大阪 - 青森間急行「きたぐに」等に運用されたものの、山陽新幹線の博多開業に伴い名古屋・関西 - 九州間の急行列車廃止で余剰となり、蒸気暖房のみの0番台は1974年（昭和49年）度末までに運用を退き廃車された。
2000番台はスロ62形・スロフ62形とともに大阪発着の急行「きたぐに」「だいせん」に運用された他、団体臨時列車にも運用されたが、1978年（昭和53年）10月のダイヤ改正で急行運用を失い、団体臨時列車用の車両も1982年（昭和57年）11月のダイヤ改正で運用から外され、1983年（昭和58年）6月の2041・2047（名古屋客車区所属）の廃車により、本州向けのスロ54形は消滅した。

### 基本形三等車

#### スハ43形0番台

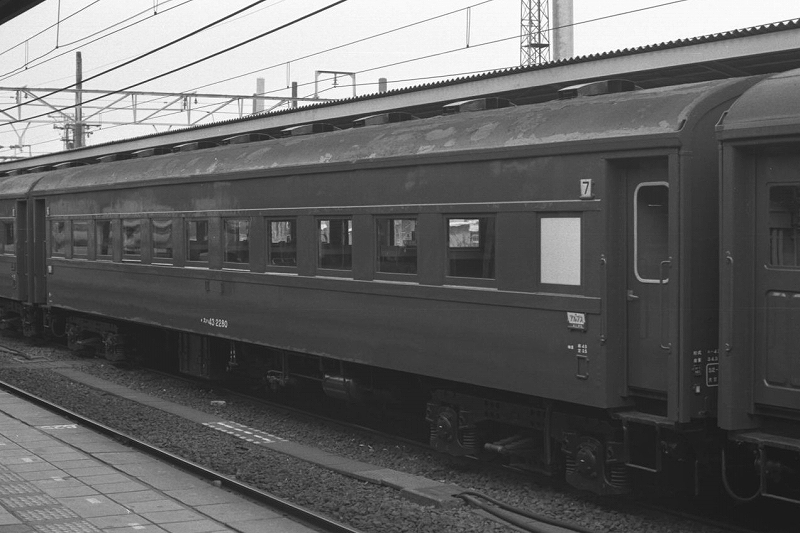
スハ43 2280。（松本駅、1977年）

0番台は一般形として新製されたグループで、1951年（昭和26年）から1955年（昭和30年）にかけて新潟鉄工所、日本車輌、東急車輛、帝國車輛、日立製作所、川崎車輛、近畿車輛、汽車製造で合計698両（スハ43 1 - 698、電気暖房付き車両は基本番号+2000）が製造された。一般座席客車としてはオハ35形、オハ61形、スハ32形に次ぐ両数である。
窓配置等の車体配置はスハ42形と同じであるが、車端部は同時期に改造されたオハ61形と同様に完全切妻形となっており、台車はTR40の基礎ブレーキ装置を電車と同じタイプとしたTR47に変更されている。定員は88名である。
初年度に投入されたスハ43 1 - 70のうち、スハ43 1 - 28の28両は特急用として扇風機とスピーカーの準備工事を行っていた。特急用のスハ43形28両は東海道本線特急「つばめ」「はと」で、スハ43 29 - 70は急行「銀河」「彗星」「明星」の三等車で運用を開始した。
1954年（昭和29年）に落成したスハ43 344以降は、台枠が従来のUF135から軽量化されたUF135Aに変更された。このうちスハ43 374など重量が軽い160両は、1956年（昭和31年）にオハ46形に編入された。
またオハネ17形およびオシ16形の改造時に、改造種車のTR23（4両はTR34）と台車を振り替えた173両、オハネ17形を冷房化してスハネ16に改造する際、電気暖房車が装着していたTR23（2両はTR34）と台車を振り替えた158両がオハ47形となっている（そのうち、オハネ17形の電気暖房化改造の際に台車を振り替えた4両は元のスハ43形に復元）。
さらに、1965年（昭和40年）から1966年（昭和41年）にかけて4両が車掌室などの緩急設備を取り付けてスハフ42形400番台に改造され、1973年（昭和48年）から1977年（昭和52年）の間に北海道向けとして17両が500番台（後に700番台に改番）または700番台に改造され、1978年（昭和53年）から1981年（昭和56年）までの間に40両がスユニ50形に改造され、1979年（昭和54年）に2両が保健車のスヤ42形に改造された。

#### スハフ42形0番台

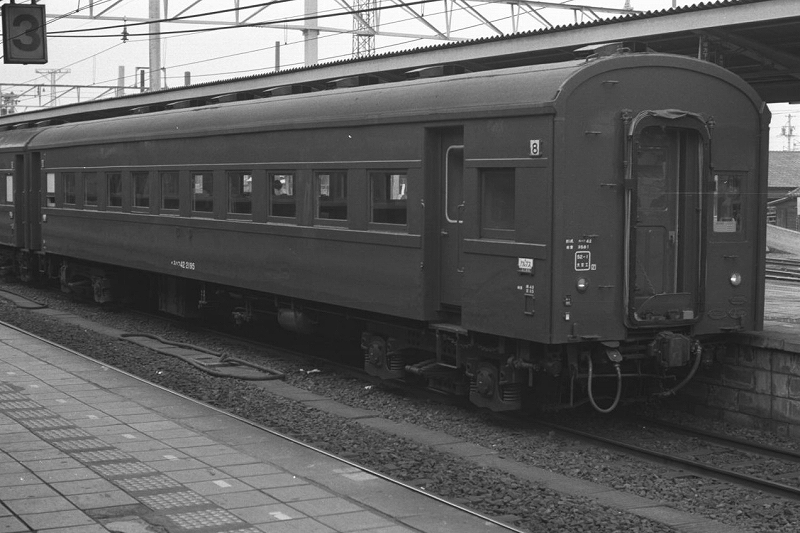
スハフ42 2195。車掌室の側から見る。妻面に窓がある。（松本駅、1977年）

スハ43形の緩急車版として製造された基本番台で、スハフ42 1 - 335（電気暖房付き車両は基本番号+2000）。車掌室は、従来車と異り乗降デッキの外側にあり、妻面には監視窓がある。
初年度に投入されたスハフ42 1 - 30のうち、スハフ42 1 - 6は特急用として東海道本線特急「つばめ」「はと」で、スハフ42 7 - 30は急行「銀河」「彗星」「明星」の三等車で運用を開始した。
1954年（昭和29年）に落成したスハフ42 211以降は、台枠が従来のUF136から軽量化されたUF136Aに変更された。スハフ42 306 - 311は特急用として製造され、特急「さくら」の緩急車として使用された。
後に19両がスハフ42形500番台車に改造された。オールロングシート化され、オハフ41形（200番台）となったものや、軽量化改造を行いオハフ33形に編入された車両（スハフ42 18 → オハフ33 630）もある。1978年（昭和53年）以降、一部の車両は郵便荷物車スユニ50形に台車などを流用された。

### 特急専用三等車（スハ44系）

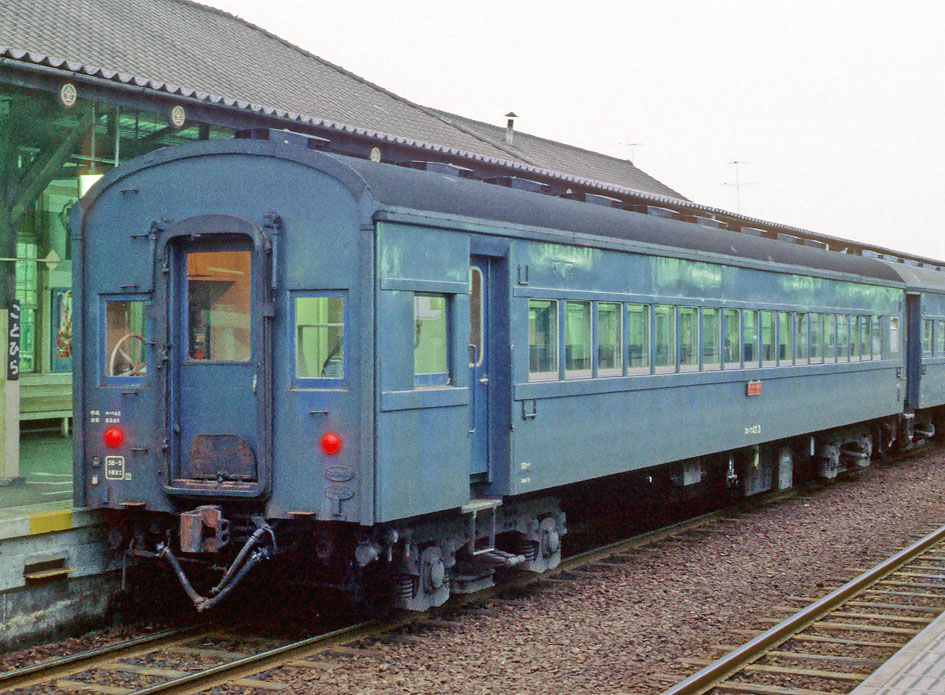
スハフ43 3（琴平駅、1985年）

1951年（昭和26年）に特急列車のサービス改善を目的として、戦前のスハ33形に相当する専用三等客車が設計された。
このグループとしては、基幹形式であるスハ44形（スハ44 1 - 34）、緩急車として車掌室や手ブレーキ装置を持つスハフ43形（スハフ43 1 - 3）、それに緩急車としての機能に加えて荷物室を持つスハニ35形（スハニ35 1 - 12）の3形式49両が製造されている。
新造後は当初の計画通り、東海道本線特急「つばめ」・「はと」や東北本線特急「はつかり」などの特急列車を中心に使用されたが、昼行特急はスピードアップのために電車化あるいは気動車化され、夜行特急は20系車両を使用した寝台車主体の寝台特急、いわゆる「ブルートレイン」に移行したため、冷房化されることもなく一般形車両に格下げ運用された。なお、この格下げに際して回転クロスシートに改修しているが、シートピッチの関係で向かい合わせ使用は不可能であった。また、スハニ35形は後に近代化改造工事で回転シートになった3両を除き、特急時代の一方向固定式のままであった。

#### スハ44形
1951年（昭和26年）に登場した特急用三等座席車で、スハ44 1 - 34の34両が製造された。基本構造はスハ43形に準ずるが、デッキは特別二等車並みに片側のみとされ、車内は、2列配置の一方向き固定クロスシートがシートピッチ835 mmで通路の左右に配置される。当時の特急列車では終端駅で編成単位での方向転換して展望車を最後尾にするのが常識であり、本系列の一方向固定クロスシートの採用もそれが前提であった。
戦災復旧車の70系や、窮屈な60系鋼体化客車が当たり前に使われていた当時の一般向け三等客車とは比較にならない、普通二等車（「並ロ」と呼ばれた）並みの高水準なアコモデーションを備えていた。

#### スハフ43形
スハ44形の緩急車版として1951年（昭和26年）にスハフ43 1 - 3の3両が製造された。車掌室側妻面の後方監視窓はスハフ42形では片側のみであったが、スハフ43形では両側に設置されている。

#### スハニ35形
スハ44形・スハフ43形と同時に登場した特急用座席荷物合造車で、スハニ35 1 - 12の12両が製造された。荷物室には旅客の手荷物預かり用の荷棚を設け、荷物室側妻部には荷扱専務車掌室が設けられている。

### 北海道向け三等車

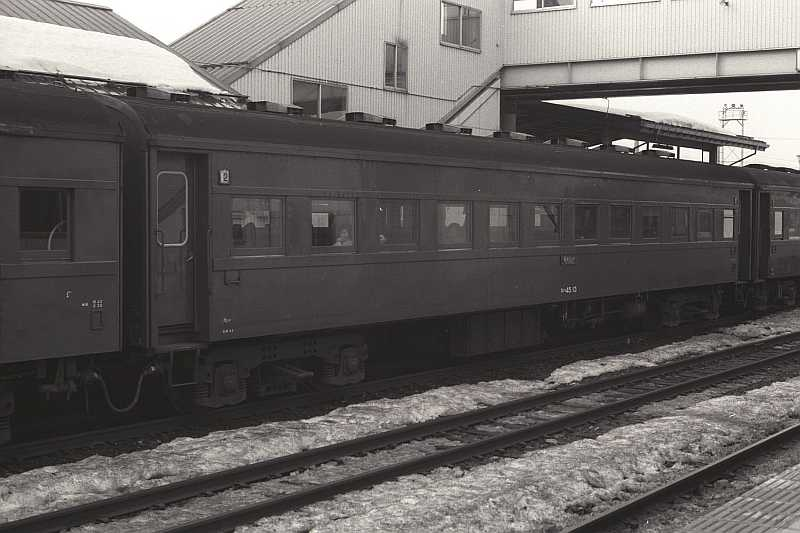
スハ45 13

北海道向けとして製造されたもので、客用窓が二重窓となっており、耐寒構造が強化されている。蓄電池は大型化され、車軸発電機も歯車駆動式が装備されている。国鉄10系客車には北海道向け500番代が無かった為、国鉄14系客車500番台（座席車）が登場するまで主力として活躍した。

#### スハ45形0番台
0番台はスハフ44形とともに北海道向けに製造された座席車で、1952年（昭和27年）から1954年（昭和29年）にかけて53両（スハ45 1 - 53）が製造された。車体の基本構成はスハ43形と同じであるが、客窓の二重窓化、温気暖房装置等の北海道向け設備を装備しており、台車は歯車駆動方式の車軸発電機を使用している。外観はスハ43形に酷似している。
後に5両が五稜郭工場で車掌室と緩急設備を取り付ける改造を施されスハフ44形に編入された。

#### スハフ44形0番台

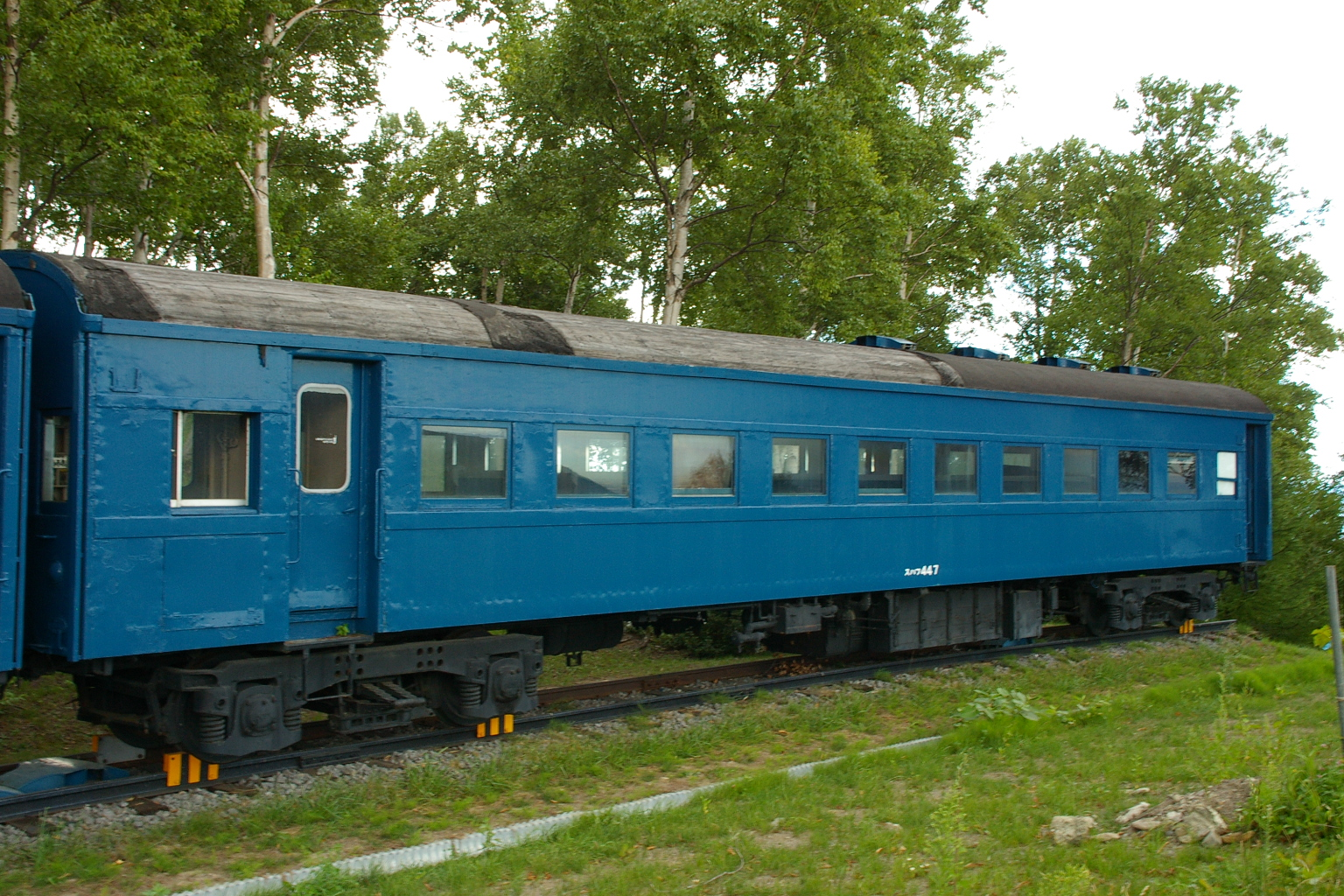
小樽市で保存されているスハフ44 7

0番台はスハ45形とともに北海道向けに製造された緩急設備付き座席車で、1952年（昭和27年）から1954年（昭和29年）にかけて日本車輌製造、川崎車輛、汽車製造で27両（スハフ44 1 - 27）が製造された。車体の基本構成はスハフ42形と同じであるが、客窓の二重窓化、温気暖房装置等の北海道向け設備を装備しており、台車は歯車駆動方式の車軸発電機を使用している。外観はスハフ42形に酷似している。
定期運用の消滅に伴い、国鉄分割民営化までに大半が廃車されたが、5両が保留車としてJR北海道に引き継がれて「C62ニセコ号」で使用されることとなった。1988年（昭和63年）に1両がスハシ44形に改造されたものの、同列車が1995年（平成7年）11月3日をもって運行を終了したことにより、1996年（平成8年）11月8日付で廃車され、形式消滅した。

### 軽量形三等車
乗客にも現場にも好評だったスハ43系だが、積車重量が40トンの「ス」級であるため長大編成を組む際には機関車に大きな負担となる問題があった。そこで、1955年（昭和30年）には、各部の軽量化を図り重量を「オ」級に下げる改良を行った、オハ46形・オハフ45形が製造された。車体構造や内装はスハ43系と同等であるが、屋根が鋼板製となったことで、妻面のキャンバス押さえが省略され、雨樋も金属製となり、縦樋が円管状の細いものとなっていることなどが外観上の特徴である。台車はTR47であるが、側枠や軸箱守の素材に工夫を行う等により、軽量型となっている。

#### オハ46形0番台

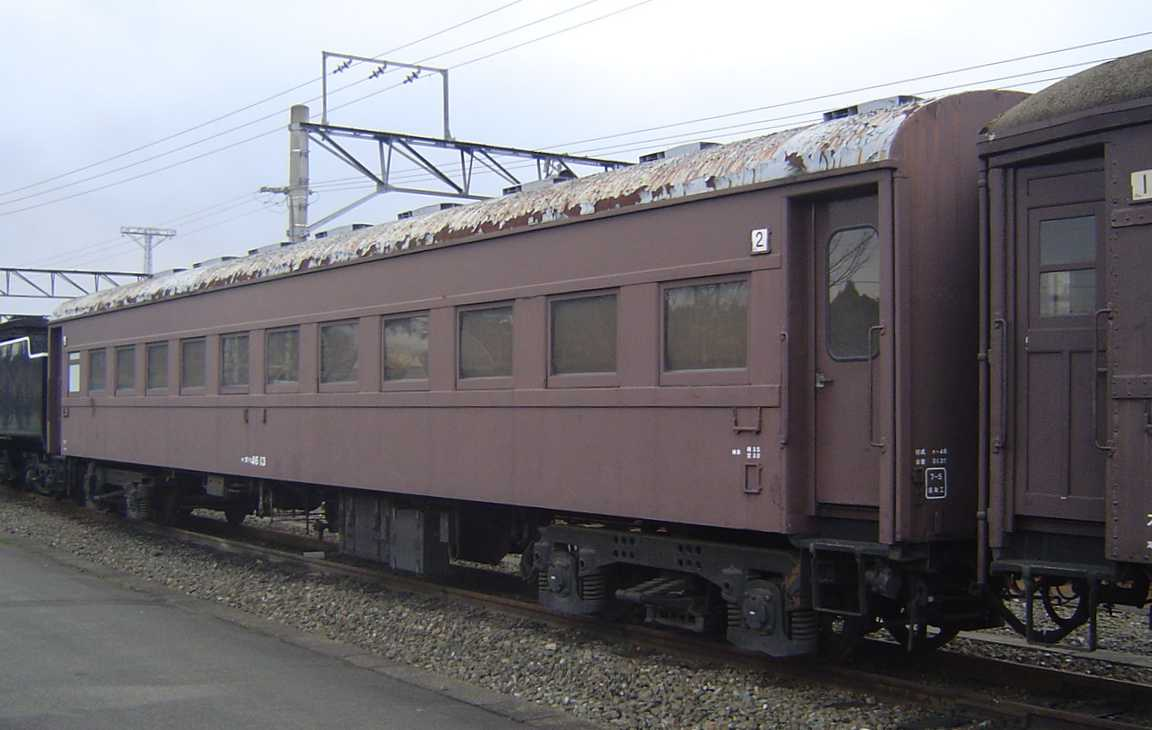
オハ46 13。オリジナル車で、鋼板製の屋根と屋根布押えのない妻面上部に注目。

0番台は軽量改良形として新製されたグループで、1955年（昭和30年）に汽車製造、川崎車輛、日立製作所で60両（オハ46 1 - 60、電気暖房付き車両は基本番号+2000）製造された。基本構造はスハ43形と同じであるが、鋼板屋根化されているため妻面のキャンバス押さえが省略されており、雨樋も金属製の細いものとなっている。軽量化のために内装の合板の薄板化、台車軸箱の薄肉化、連結器の材質なども変更されている。
1965年（昭和40年）から1967年（昭和42年）にかけて11両が緩急設備を取り付けオハフ45形100番台に改造され、1981年（昭和56年）から1983年（昭和58年）の間に5両がスユニ50形に改造された。

#### オハフ45形0番台
0番台はスハフ42形を設計変更し軽量化した車両で、オハフ45 1 - 25（電気暖房付き車両は基本番号+2000）の25両である。
1978年（昭和53年）以降、一部の車両は郵便荷物車スユニ50形に台車などを流用された。

### 食堂車

#### マシ35・36形
マシ35形は1951年（昭和26年）に3両が製造された食堂車で、国鉄初の全鋼製車となった。同じく1951年（昭和26年）には電化冷蔵庫や電化レンジを採用したマシ36形が2両製造された。

### 郵便車
完全切妻車体で製造された郵便車はオユ40形・スユ41形・スユ42形・スユ43形の4形式で、いずれも郵政省の所有車である。
台枠はスハ43形などと異なりスロ51形やスロネ30形と同じUF130で、台車はTR23、TR35、TR40が使用されている。

#### オユ40形
1951年（昭和26年）に3両が製造された取扱便用郵便車。荷重は7t。台車は電車用を改造したTR35Uを使用するが、これは車両メーカーのストック品と言われている。
1956年（昭和31年）に締切郵袋室の拡大化改造（荷重8t化）を行い、スユ40形（0番台）に改称された。1972年（昭和47年）までに全車が廃車された。

#### スユ41形
1952年（昭和27年）に2両が製造された取扱便用郵便車。荷重は7t。車内はオユ40形と同じであるが、新製時より室内灯に蛍光灯が採用された。このため、通風器の配置がオユ40形と異なる。台車はTR23Aを使用する。
1965年（昭和40年）に前位側荷物扉を両開き式に改造した。1972年（昭和47年）までに全車が廃車された。

#### スユ42形
スユ42形はスユ41形を改良した取扱便用郵便車で、1953年（昭和28年）から12両が製造された。荷重は7t。締切郵袋室が広くなり、小荷物扉が両開きとなった。本形式の室内配置は後に製造されたオユ10形などの10系郵便車、また郵便電車や気動郵便車にも踏襲された。
製造年次により形態の差異があり、1953年（昭和28年）3月製造のスユ42 1 - 6は区分室採光窓が枠付の内傾式で、台車はTR23形を使用した。同年11月製造のスユ42 11 - 13は同仕様の車体であるが、台車を防振ゴム付のTR40Bに変更した。
1954年（昭和29年）以降製造のスユ42 14 - 16は区分室の窓をすべてHゴム固定式に変更し、作業環境改善のため床下に集塵機を設置、腰板部には通気口が設けられた。台車は変わらずTR40B。
冷房は設置されず、1979年（昭和54年）度までに全車が廃車された。

#### スユ43形
東京 - 門司間の鉄道郵便路線（東門線）の輸送改善のため、国鉄郵便車初の護送便用郵便車として1956年（昭和31年）にスユ43形6両が製造された。
護送便は郵便物を車内で区分せず輸送するもので、区分室のある車両では郵袋を十分に積めないなどの問題があることから、区分室のない護送便専用車が登場した。外観は荷物車に似ており、中央部に乗務員休憩室とトイレ、後部車端部に車掌室がある以外は締切郵袋室となっている。荷重は区分室がない分13 tに増加した。台車は全車とも防振ゴム付のTR23Dである。
1両は火災のため1972年（昭和47年）に廃車され、残存車もスユ15形などに置き換えられる形で1977年（昭和52年）度までに全車が廃車された。

## 改造車

### 自重軽量車の形式変更

#### スハ43形からオハ46形への編入
スハ43 374以降のうち重量が軽く「オ」級に収まる車両をオハ46形に形式変更したグループで、1956年（昭和31年）に160両（オハ46 374 - 398・494 - 553・599 - 628・654 - 698）が編入された。もともとスハ43形として製造されているため、外観上はスハ43形と全く同じである。
1965年（昭和40年）から1967年（昭和42年）にかけて9両が緩急設備を取り付けオハフ45形200番台に改造され、1978年（昭和53年）から1982年（昭和57年）の間に9両がスユニ50形に改造された。
スハフ42形は、元々スハ43形よりも自重が重く、計量しなおしても「オ」級になるものが存在しなかったため、スハフ42形からオハフ45形に編入された車両はない。

### 台車振り替え改造車

#### オハ47形0番台

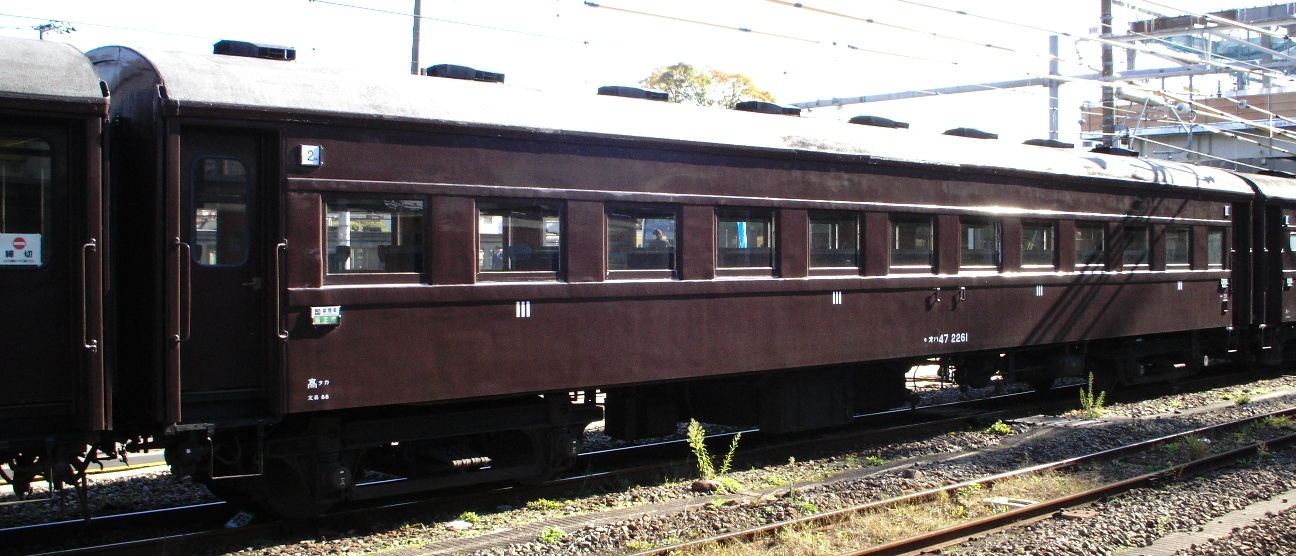
オハ47 2261

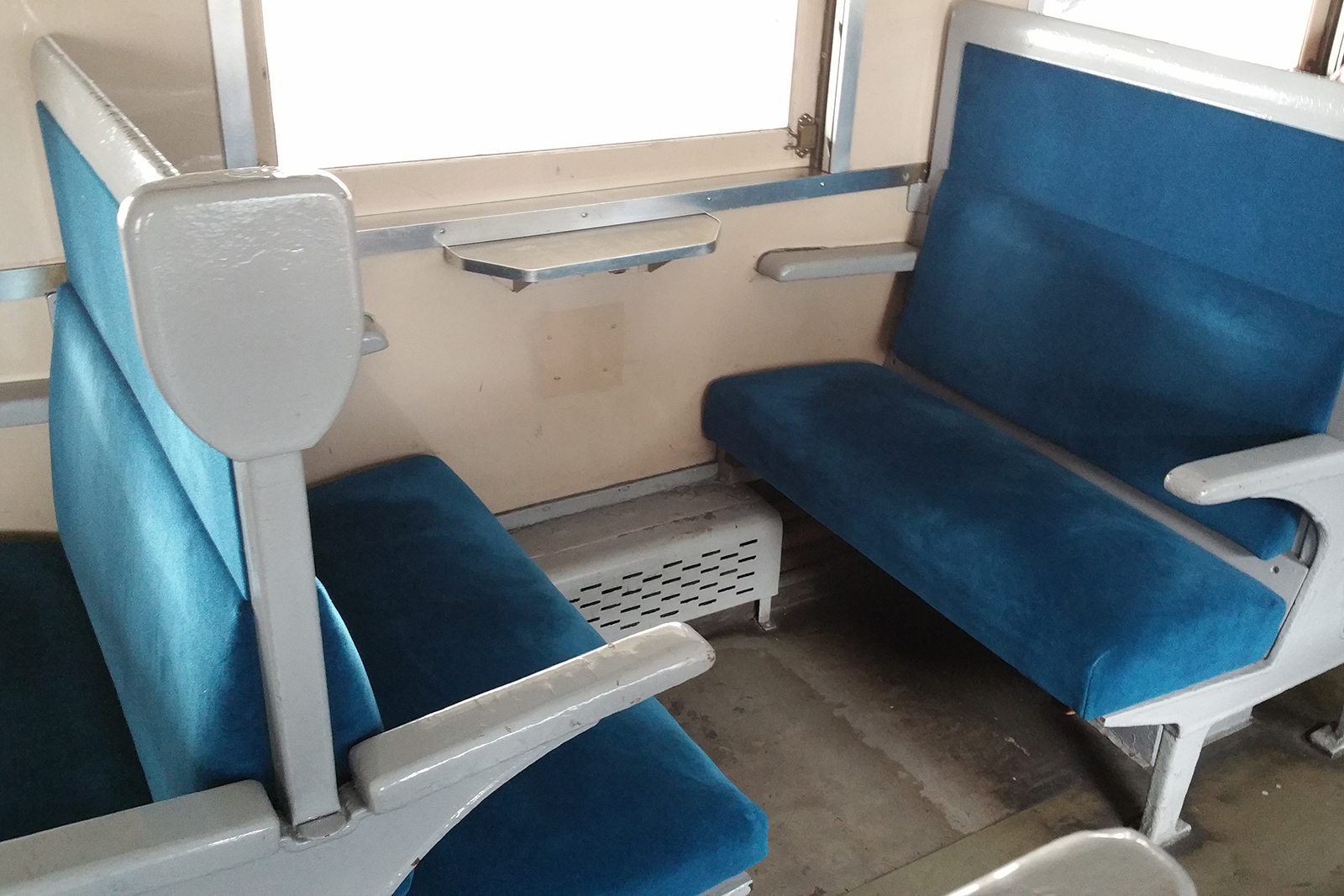
オハ47 2266車内

戦前製車両の台枠を活用してオハネ17形やオシ16形を製作することになったが、台車は種車のTR23形とスハ43形のTR47形を振り替えることになり、台車交換により軽量化されたオハ47形が1961年（昭和36年）に登場した。
0番台はスハ43形を種車として改造されたグループで、1961年（昭和36年）から1969年（昭和44年）にかけて盛岡、土崎、新津、大宮、長野、名古屋、松任、高砂、幡生、多度津、そして小倉の各国鉄工場で合計328両（オハ47 1 - 328、電気暖房付き車両は基本番号+2000）が改造された。オハネ17形またはオシ16形への改造（または電気暖房化、冷房化に伴うス級重量増加）に際して、種車の台車とスハ43形のTR47を交換、発生品のTR23をスハ43に装着してス級からオ級に軽量化されたものである。これは寝台車の居住性対策だけでなく、急行用二等座席車（当時）の車重軽減による列車の連結両数増大を企図した措置でもあり、このため約700両製造されたスハ43の半数近くが、乗り心地悪化の難を押してオハ47に改造される結果となった。
TR23形台車は、そのままでは心皿面高さの低いスハ43に装着できないため、心皿と側受部を改造してTR23F、またはさらに円筒コロ軸受に改造したTR23Hを装着している。オハ47 164・オハ47 2168・オハ47 175・オハ47 2200・オハ47 2323の5両はTR34を装着するオハネ17形などと台車を交換したため、コロ軸受のTR34を装着している。
1966年（昭和41年）に4両がオハネ17形の電気暖房化に伴って再度TR47に台車交換したため元のスハ43形に復元され、さらに1973年（昭和48年）から1978年（昭和53年）にかけて北海道向けとして8両がオハ47形500番台に改造され、1978年（昭和53年）に1両が緩急設備を取り付けオハフ46形500番台に改造された。

#### オハニ40形
1962年（昭和37年）にはスハニ35形2両（スハニ35 2・3）がオシ16形改造の際、改造種車のTR23とTR47の振り替え対象となり、背摺りを木製で垂直のものに交換して、オハニ40形（同一番号）となった。これらを含めてスハニ35形は全車、1965年（昭和40年）以降荷物車であるマニ35形・マニ36形や教習車オヤ33形に改造され、1970年（昭和45年）までに消滅している。

### 食堂車の改造車

#### カシ36形
電化設備を備えた食堂車マシ36形は、冷房装置改良による重量増加に伴ってカシ36形に改称された。その後は電化設備の不調により石炭レンジや氷式冷蔵庫に戻されることになり、マシ35形の続番となるマシ35 11・12に改称されている。

### 冷房化改造車

#### マロ55形
スロ54形の冷房化にあたり、先行試作として床下冷房装置を取り付け重量増加となり"ス"級から"マ"級となった一等車で、1964年（昭和39年）に小倉工場で2両が改造された（番号はスロ54形時代の番号を踏襲）。改造では20系客車と同じAU21Cユニットクーラーと4DQ-11Pディーゼル発電機を床下に取り付け、ナロ20形と同様に座席部分の床下を100 mmかさ上げして冷風ダクトを設けた。
1965年（昭和40年）に台車をスロ43形のTR23Dと交換して軽量化しスロ54形に再編入されたため、わずか1年で形式消滅となった。

#### スロ54形の冷房化
スハ43系としては唯一、冷房取付改造の対象形式となったため、1964年（昭和39年）に2両が先行試作として床下冷房装置を取り付けマロ55形となった。残りの45両については、1966年（昭和41年）と1967年（昭和42年）に低屋根化して屋根上にAU13Aユニットクーラーを5台取り付け（電源は4DQ形ディーゼル発電機式）、重量増加を抑えるために台車をスハネ30形やスロ43形などのTR23DまたはTR23Eと交換した。
床下冷房装置を取り付けた2両のマロ55形についてもスロ43形のTR23Eと振り替えて軽量化されたため、1965年（昭和40年）にスロ54形に再編入された。

### 一等車（旧二等車）の緩急車化改造車

#### スロフ51形
スロ51形を緩急車化改造した一等緩急車（のちのグリーン緩急車）で、1966年（昭和41年）と1967年（昭和42年）に大船、高砂、小倉の各国鉄工場で8両改造された。改造では専務車掌室に車掌弁を取り付け、出入台に手ブレーキを取り付けた程度である（6両は緩急車化改造と同時に電気暖房化も行われた）。改造後の番号はスロ51形時代の番号を踏襲したため飛番となっている。
1970年（昭和45年）に3両がオハフ41形に改造され、同年と1971年（昭和46年）に2両がオハ41形500番台に改造、さらに1972年（昭和47年）に1両が保健車のスヤ52形に改造された。残る2両はそのまま廃車となり、形式消滅した。

#### スロフ52形
スロ51に緩急設備を取り付け、さらに北海道向け改造を行った一等緩急車（のちのグリーン緩急車）で、1966年（昭和41年）に五稜郭工場で2両が改造された。改造では車掌弁と手ブレーキを取り付け、北海道向けに客窓の二重窓化等の耐寒改造を施工しており、台車のベルト式発電機は歯車駆動方式の車軸発電機に変更している。改造後の番号はスロ51形時代の番号と一致しない。
1971年（昭和46年）に1両が保健車のスヤ52形に改造され、残りの1両も同年に廃車となり、形式消滅した。

#### スロフ53形
スロ53形は1961年（昭和36年）から1964年（昭和39年）にかけて全車が緩急車化され、スロフ53形となった。本形式も冷房化改造を実施されなかったため、ロングシート化されてオハ41形・オハフ41形に、郵便車・荷物車に改造されてマニ37形・スユニ61形になったものがあるが、改造されなかったものは1975年（昭和50年）までに廃車されて形式消滅となった。

### 二等車（旧三等車）の緩急車化改造車

#### スハフ42形400番台
1965年（昭和40年）から翌1966年（昭和41年）にかけてスハ43形基本番台を緩急車改造して登場したもので、乗降デッキの内側に車掌室があることで、スハフ42新造車と区別できる。スハフ42 2401 - 2404の4両が改造された。4両とも電気暖房付きのため、車番は原番号に2000を足した番号である。
北海道向けのスハフ42形500番台に改造されたものが1両（スハフ42 519）ある。

#### スハフ43形10番台

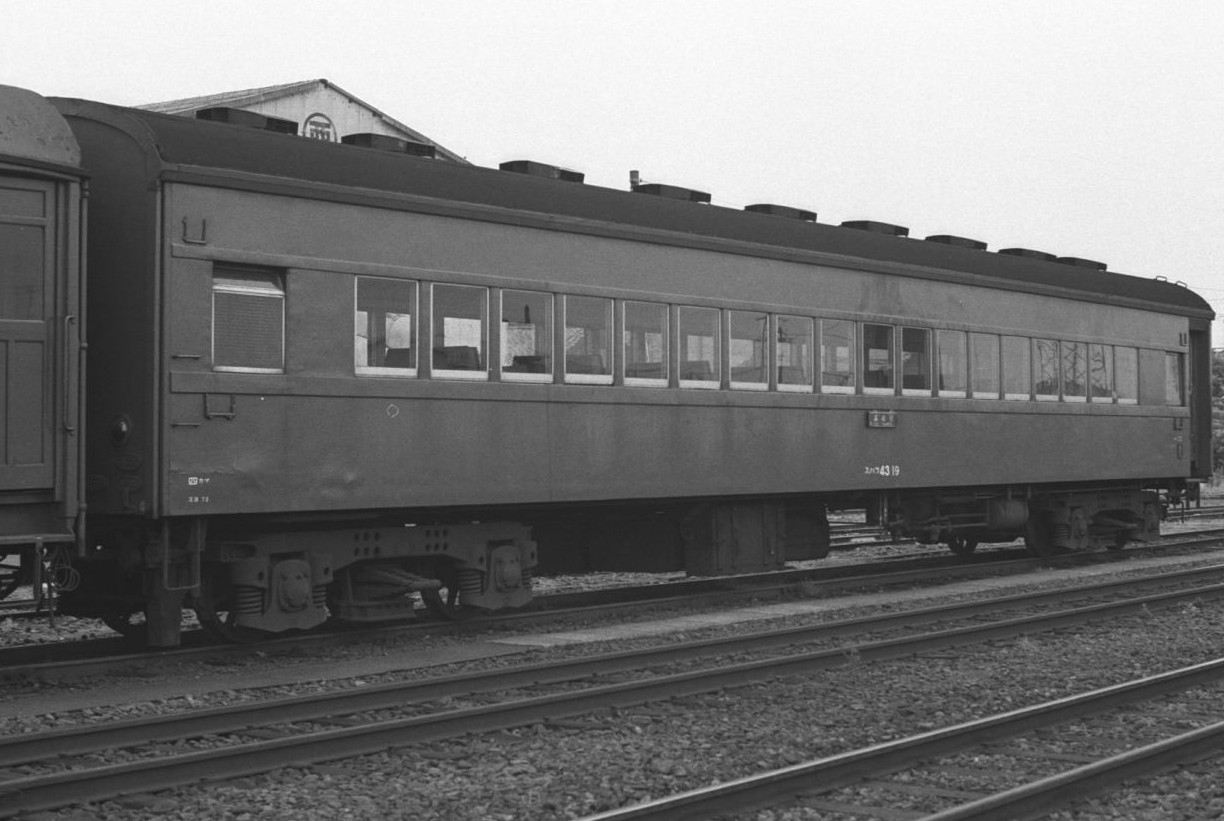
スハフ43 19（1981年）

1960年（昭和35年）から1961年（昭和36年）にかけてスハ44形14両（スハ44 9 - 22）が緩急車に改造され、スハフ43形10番台（スハフ43 11 - 24）となった。車掌室が0番台は出入口の外側にあるのに対して、10番台は出入口の内側にあるのが特徴である。

#### オハフ46形0番台

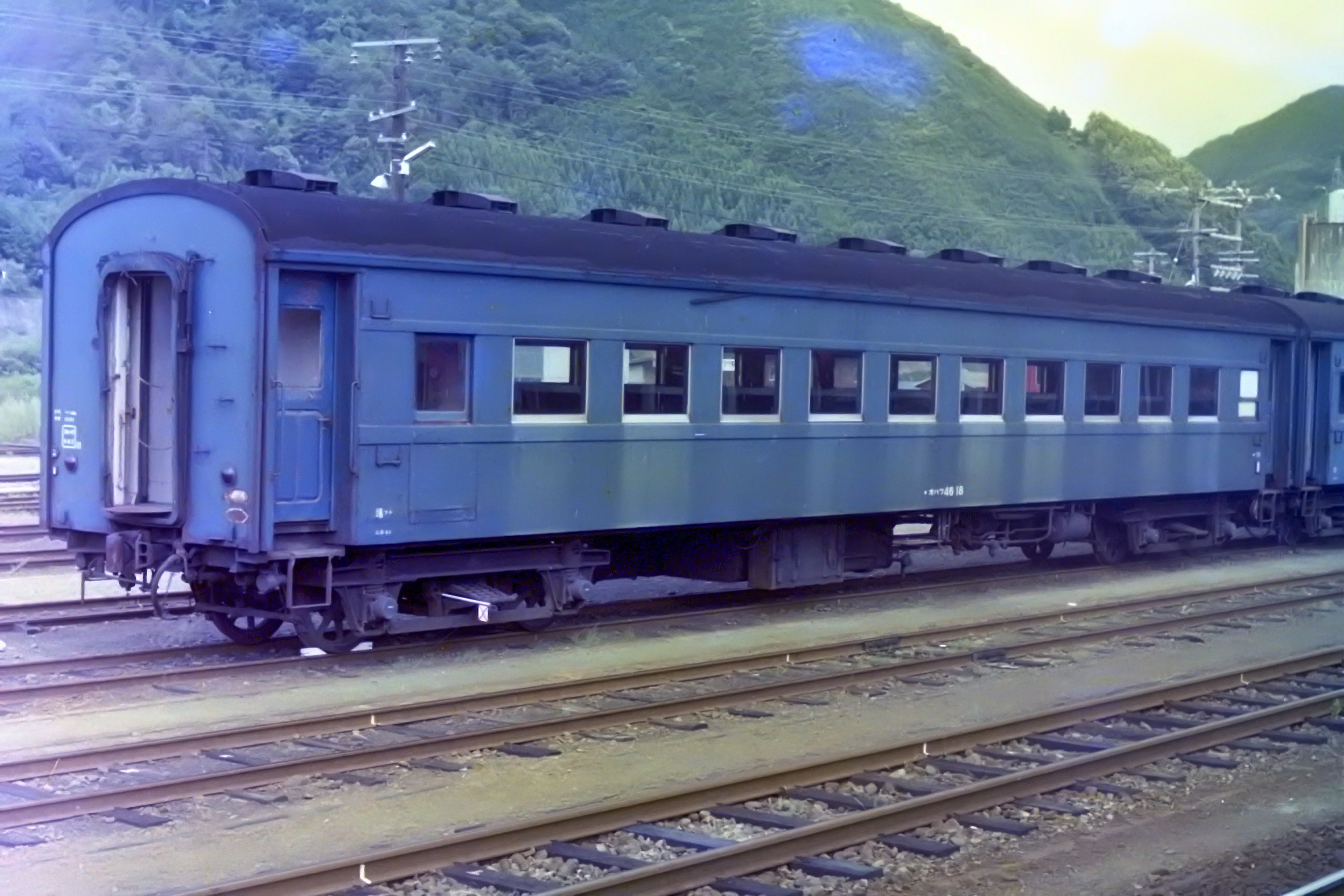
オハフ46 18

オハ47形0番台（旧スハ43形）を種車として改造されたグループで、1965年（昭和40年）から1974年（昭和49年）にかけて大宮、長野、後藤、そして小倉の各国鉄工場でオハフ46 1 - 30（電気暖房付き車両は基本番号+2000）の30両が改造された。台車はスハ43形時代にTR47を他形式に供出しているため、TR23形台車の心皿、側受を改造したTR23F、またはさらに円筒コロ軸受に改造したTR23Hとなっている。
1973年（昭和48年）から1977年（昭和52年）にかけて北海道向けとして5両がオハフ46形500番台に改造された。

#### オハフ45形100番台
オハフ45形100番台（オハフ45 101 - 111、電気暖房付き車両は基本番号+2000）はオハ46形の基本番台に車掌室を追設し、緩急車に改造した車両である。種車の関係で車掌室は乗降デッキの内側に設けられている。

#### オハフ45形200番台
オハフ45形200番台（オハフ45 201 - 209、電気暖房付き車両は基本番号+2000）はオハ46形のうち、スハ43形から編入した車両を緩急車化改造した車両である。種車の関係で車掌室は乗降デッキの内側に設けられている。

#### スハフ44形100番台
スハ45形に車掌室と緩急設備を取り付けスハフ44形に編入したグループで、1972年（昭和47年）に五稜郭工場で5両（スハフ44 101 - 105）改造された。前位側の座席1ボックス分を撤去して車掌室が設けられたため、出入台はスハフ44形0番台と異なり車体両端にある。

### 北海道向け改造車

#### スロ52形（編入車）
スロ52形は北海道用として1952年（昭和27年）に8両が新製されたが、同年から1966年（昭和41年）にかけて北海道に転属したスロ51形8両についても旭川工場と五稜郭工場で同様な設備に改造されたため、スロ52 9 - 18として編入されている。なお、新たにスロ51から編入された8両は、最初に改造された8両とは車軸発電機の取付位置が異なる。
1968年（昭和43年）と1969年（昭和44年）に新製・改造車含む14両が全ロングシート車のオハ41形400番台に格下げ改造、1969年（昭和44年）に3両が保健車のスヤ52形に改造され、残る1両も同年に廃車となり、形式消滅した。

#### スロ54形500番台
北海道向けに改造されたグループで、1968年（昭和43年）と1969年（昭和44年）に五稜郭工場で、1952年（昭和27年）から1953年（昭和28年）にかけて製造された0番台車から11両が改造された。北海道向けに客窓の二重窓化等の耐寒改造が施工されており、台車はベルト式発電機から歯車駆動方式の車軸発電機に変更された。
14系500番台が道内の客車急行に投入されたため、1982年（昭和57年）11月のダイヤ改正で運用を外れ、翌1983年（昭和58年）に残存車すべてが廃車された。

#### スハ43形700番台
北海道向けに改造されたグループで、1973年（昭和48年）から1977年（昭和52年）にかけて旭川車両センターと五稜郭車両センターで17両（スハ43 701 - 717）改造された。改造では北海道向けに客窓の二重窓化等の耐寒改造が施工されており、台車はベルト式発電機から歯車駆動方式の車軸発電機に変更されている。
1973年（昭和48年）から1976年（昭和51年）の間に改造された11両は当初スハ43 501 - 511という車号であったが、オハ46に改番されずに残った500番台の車両と重複区分になっていたため、1976年（昭和51年）に改めてスハ43 701 - 711に改番された。1978年（昭和53年）に2両が緩急設備を取り付けスハフ42形500番台に改造され、1981年（昭和56年）に1両が保健車スヤ42に改造された。

#### スハフ42形500番台
スハフ42形の北海道向け改造車の番台であるが、種車が数車種ある。内訳として、スハフ42形0番台から改造されたものが19両（スハフ42 501 - 518・520）、スハフ42形400番台から改造されたものが1両（スハフ42 519）、スハ43形700番台から改造されたものが2両（スハフ42 521・スハフ42 522）、スハ42形の北海道向け改造車から改造されたものが1両（スハフ42 523）となっている。基本的にはスハフ42形の他番台と見た目は変わらないが、スハフ42 523は種車がオハ35形の最終製作グループと同一車体のスハ42形であったため、他の43系客車と異なりオハ35形と同様の妻面に後退角が付いた半切妻になっており、台車もTR40を装着していた。スハフ42 522は、オハ47形からスハ43形に復元された車両が種車である。なお、釧網本線で運用されていたスハフ42 520 - 523は、車掌室部分の窓に住宅用の引き違い式アルミサッシを使用していた。

#### オハ47形500番台
オハ47形0番台を種車として北海道向けに改造されたグループで、1973年（昭和48年）から1978年（昭和53年）にかけて旭川車両センターと五稜郭車両センターで8両（オハ47 501 - 508）が改造された。改造では北海道向けに客窓の二重窓化等の耐寒改造が施工されており、台車はベルト式発電機から歯車駆動方式の車軸発電機に変更されている。1978年（昭和53年）に1両が緩急設備を取り付けオハフ46形500番台に改造された。

#### オハフ46形500番台
オハフ46形0番台・オハ47形を種車として北海道向けに改造されたグループで、1973年（昭和48年）から1978年（昭和53年）にかけて旭川車両センターと五稜郭車両センターで8両（オハフ46 501 - 507）が改造された。
改造では北海道向けに客窓の二重窓化等の耐寒改造が施工されており、台車はベルト式発電機から歯車駆動方式の車軸発電機に変更されている。オハフ46形0番台（旧オハ47形0番台←スハ43形）を改造したオハフ46 501 - 505、オハ47形0番台（旧スハ43形）を改造したオハフ46 506、オハ47形500番台（旧オハ47形0番台←スハ43形）を改造したオハフ46 507の3タイプが存在する。
スハフ42形も、スハ43形と同様に台車交換を行いオハフ47形とする計画があったが、急行寝台列車の格上げによる特急寝台列車への移行が急速に進展しオハネ17形の製造が打ち切られたため、これは実現しなかった。

### イベント用改造車

#### スハシ44形

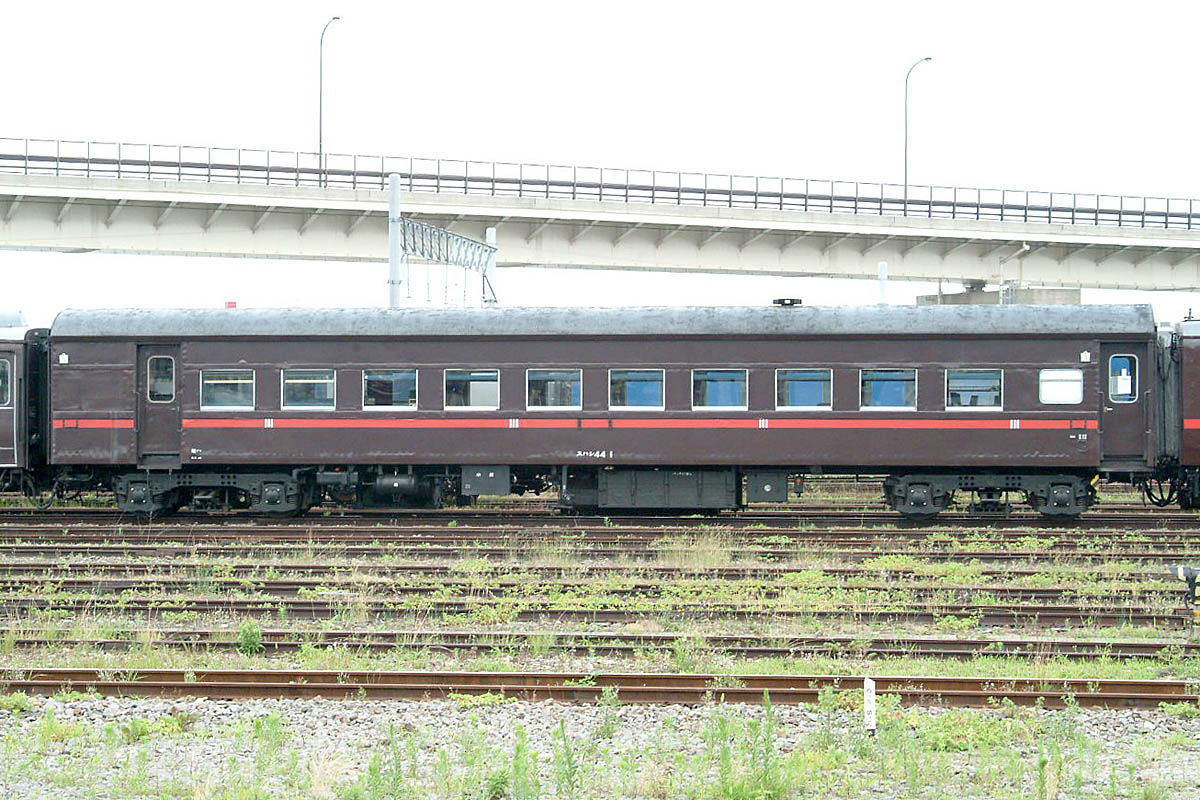
スハシ44 1

「C62ニセコ号」での運用のため、スハフ44 2を種車として1987年（昭和62年）度に改造された。

車内は主に従来のシートから小テーブル付きのクロスシートに変更した他、トイレ個室の業務用室化(洗面所スペースは残置)、業務用室側に販売カウンター付きミニラウンジ、車掌室を撤去して大型カフェラウンジ（窓5枚分）を新設した。

また床下には従来の車軸発電機に代わって小型ディーゼル発電機を搭載した。
同列車の運行終了により、他のスハフ44とともに廃車となったが、JR北海道の「SLすずらん号」運行のため、苗穂工場に運び込まれ再改造、再整備が行われた。14系からの電源に対応するための大型配電盤の追加や洗面所スペースの業務用室化がなされた。落成直後は「SLすずらん号」で運用されていたが、同列車の運行終了により、現在は新たにダルマストーブを設置した上で「SL冬の湿原号」に使用されている。

#### オハシ47形
2000年（平成12年）にSLニセコ号用にオハ47 2239を改造したカフェカー。オハシ47 2001に改番されている。

従来の腰掛を全て撤去した上で大型カウンターやテーブルを持つ全室フリースペース車で、記念撮影用のC11207前面のモニュメントや

アップライトピアノを設置し、水洗設備はトイレは機器室化、洗面所側は大型カウンター用のバックヤードとして壁を撤去して一体化がなされた。

ドア集中鎖錠装置を搭載し、乗降ドアを半自動化（電磁石により固定されたすべてのドアを磁力解放時にクローザーの引力を利用して閉めた状態でスイッチ操作によりロックを行う）改造された。

スハシ44と同じく電源設備は車軸発電機から小型ディーゼル発電機に交換した。
発表当初に公開されたイメージ図ではスハシ44とほぼ同じ半室カフェカウンターと飲食用客室を持つ構造であったが、

諸般の事情で改造内容が変更された際にオハシ4７も現在の全室スタイルに変更された。

「SLニセコ号」の運行終了後は旭川運転所内に保管されていたが、2022年（令和4年）にトレーラーで苗穂工場に搬入された後、2023年（令和5年）3月31日付で廃車となった。

## 他系列への改造車

### 旅客車各形式への改造車

#### オハネ17形への改造
スハ44 27は1965年（昭和40年）に大宮工場での火災により焼失し、台枠と台車がオハネ17形の製造に流用されてオハネ17 234となった。

#### オハ41系への改造
東海道新幹線が開業した1964年（昭和39年）以降は地方線区のラッシュ時輸送用に「並ロ」車の余剰車の格下げ車（オハ55形ほか）を改造した通勤形客車（オハ41系）が登場していたが、1969年（昭和44年）以降は「特ロ」車も格下げ対象となった。形式はオハ41形およびオハフ41形に編入されており、改造では座席のロングシート化や客用扉の増設などが行われた。
オハ41形はスロ51形からの改造車が350番台、スロ52形からの改造車が400番台、スロフ53形からの改造車が450番台、スロフ52形からの改造車が500番台となった。緩急車のオハフ41形は2 - 4がスロフ51形からの改造車、100番台がスロフ53形からの改造である。「特ロ」からの改造車は台車がスハ32形のTR23と振り替えられた。
1979年（昭和54年）度にはスハフ42形を通勤形に改造したオハフ41形200番台が3両登場している。山陰本線下関地区の行商用で、台車はそのままに元空気溜め管を引き通して50系客車と併結して運用された。

#### 軽量改造車のオハフ33形編入
1960年（昭和35年）に近代化改造を受けたスハフ42 18は、白熱灯の蛍光灯化や窓枠のアルミサッシ化などが実施されたが、同車はさらに水タンクや蓄電池箱をナハ11形と同じものに交換した。これにより自重が軽くなったため、オハフ33形の追番に編入されてオハフ33 630となった。

### 郵便・荷物車への改造車

#### スユニ50形への改造

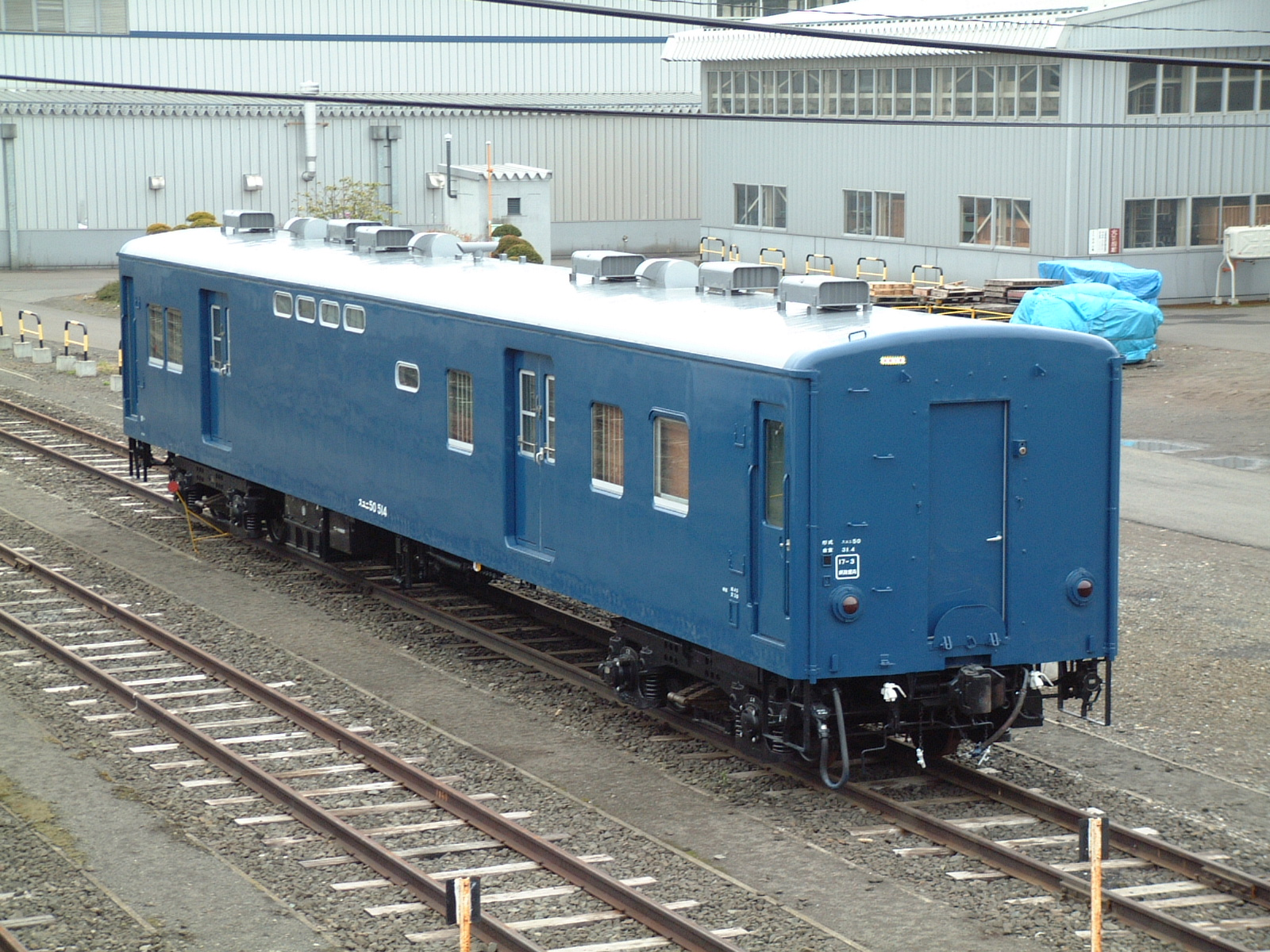
スユニ50 514（元スハ43 2424）、救援車代用車

老朽化した郵便荷物車の置き換えのため、スハ43形・スハフ42形・オハ46形・オハフ45形・スハネ16形の台車や連結器、ブレーキ装置などを流用して50系客車タイプの車体を新造した郵便・荷物合造車のスユニ50形が登場した。1977年（昭和52年）度から1982年（昭和57年）度にかけて本州用の電気暖房付き2000番台が63両、北海道用の500番台が17両製造された。
1986年（昭和61年）の国鉄による郵便・荷物輸送廃止で大部分が余剰廃車となったが、数両はJR移行後も救援車代用車として残存した。

#### スユニ61形への改造
スユニ61形は60系鋼体化客車オハユニ61形の改造車として存在していたが、スロフ53形の余剰車を改造した郵便荷物車として300番台が登場し、1968年（昭和43年）度に5両が改造された。台車はスハ32形のTR23と振り替えられた。
1985年（昭和60年）度のスユニ61 302の廃車を最後に300番台は区分消滅した。

#### マニ35形への改造
200番台（マニ35 2201 - 2204、全車電気暖房付き）
元特急用のスハニ35形から改造された。台車はTR47を使用。
220番台（マニ35 2221・マニ35 2222、2両とも電気暖房付き）
オハニ40形から改造された。台車はTR23を使用。
200・220番台のいずれも両端に出入台を設け、前位には自転車置場、後位には便所、貴重品室、車掌室が配置されていた。後位にある種車の荷物室側の車掌室を再利用していたため、車掌室は、いずれも狭くなっていた。荷重は14t。
他に0・50番台が存在したが0番台はスハ32系、50番台はオハ35系に属する。

#### マニ36形への改造
200番台（マニ36 212 - 216、電気暖房付き車両は基本番号+2000）
スハニ35形から改造された。台車はTR47を使用。スハニ35形時代に近代化改造工事を施工済みの車両は側窓がアルミサッシに更新されていた。
他の200番台はオハ35系に属する。
300番台（マニ36 332 - 337、電気暖房付き車両は基本番号+2000）
スロネ30形から改造された。台車はTR40BからTR23に振り替えられている。荷物車化に際して後位に新たに出入台が設けられ、側窓は700 mm幅に統一された。
他の300番台は60系に属する。
他に0番台が存在したがスハ32系とオハ35系に属する。

#### マニ37形への改造
パレットと一般荷物の輸送用として余剰座席車を改造した荷物車。新聞用A形ボックスパレットを積載するため、床は鋼板張りに改装され、パレット固定用のロープ掛けが装備されていた。荷重は14t。
30番台（マニ37 31・32）
スロ51形から改造された。
60番台（マニ37 61 - 64、電気暖房付きは基本番号+2000）
スロフ53形から改造された。
100番台（マニ37 101 - 103）
スロネ30形から改造された。
200番台（マニ37 205）
マニ37 64から改造された。14系座席車と併結可能なようにブレーキ装置を変更した。
他の200番台は60系に属する。
30・60・100番台の各番台ともに台車はTR40BからTR23に振り替えられている。荷物車化の際、前位に新たに出入台が設けられた。
他に0・150番台が存在したが0番台は60系、150番台はスハ32系に属する。

### 事業用車への改造車
救援車と職用車への改造車が存在した。

#### スエ31形への改造
0番台（スエ31 79・182・186）
1971年（昭和46年）から1972年（昭和47年）にかけてマニ35 2204・マニ35 2203・マニ35 2221から改造された。該当車両は1987年（昭和62年）までに全車が廃車された。
他の0番台はスハ32系とオハ35系に、他の100番台はオハ35系にそれぞれ属する。

#### オエ61形への改造
600番台（オエ61 602）
マニ37 102を1981年（昭和56年）に幡生工場で改造した救援車で、外部色は青15号からぶどう色2号に変更された。
改造後は広島運転所（広ヒロ）に配置され、1987年（昭和62年）に廃車された。
他の600番台は60系とスハ32系に属する。他に0・300の各番台が存在したが、0番台は60系に属し、300番台はスハ32系とオハ35系と60系に属する車両が混在する。

#### スヤ42形への改造
2次形（スヤ42 2 - 4）
スハ43形を改造した保健車。国鉄職員の健康診断を行うための巡回車両で、車内にレントゲン室、暗室、聴力検査室、診察室などを設けた。駅構内での留置状態で用いられることが多いため、その間の暖房用として温気暖房装置を搭載している。北海道内で用いられたが、1986年（昭和61年）までに全車が廃車された。
なお、スヤ42形は他に1両が存在したが、マロネ40形を改造した車両である。

#### スヤ52形への改造
保健車の増備のため、スヤ52 1はスロフ52形、スヤ52 2 - 4はスロ52形、スヤ52 5はスロフ51形、スヤ52 6はスロ51形からそれぞれ改造された。外観は一部窓が埋められているがほぼ原形を保っていた。スヤ52 2・5は単独で使用されるため両デッキ式に改造され、それぞれに入口、出口の表示があった。スヤ52 3・6は機器搬入出用の増設扉が特徴である。床下には独立した温気暖房装置を備え、駅構内に長時間留置中でも自車で暖房が可能である。スヤ52 1・6は2両1組で使用された。1986年（昭和61年）までに全車が廃車された。

## 改造工事

### 電気暖房設置改造
交流電化区間の延伸により、従来の蒸気暖房に加えて電気暖房も設置することになり、スハ43系でも1959年（昭和34年）度より施工が開始された。対象は東北本線・常磐線・奥羽本線・羽越本線・北陸本線などを走行する車両であったが、のちには直流電化の高崎線・中央本線・信越本線などを走行する車両にも施工された。
電気暖房装置搭載車は最大約1 tの重量増加となり、元番号に2000を足して識別された。

### 近代化工事・体質改善工事

#### 特別二等車の近代化工事
蛍光灯を使用する車両が増加すると、白熱灯使用車の車内の暗さが問題視されるようになった。そのため、1957年（昭和32年）から1960年（昭和35年）にかけて「特ロ」車のうち車内灯が蛍光灯でないスロ60・51・52・53形を対象に室内灯を蛍光灯に変更する工事が実施された。

#### スハ44系の近代化工事
特急列車の相次ぐ電車・気動車化で余剰となったスハ44系を観光団体専用列車や急行列車などへ転用する際、終端駅での編成全体のデルタ線による方向転換を前提とする一方向固定式クロスシートが団体列車や急行列車での使用に適さなかったことが問題となったことから、団体・急行列車に転用される車両は各車の回転式クロスシートへ交換されることになった。これにあわせ、10系客車などと比較して陳腐化が目立ち始めていた内装の近代化改修も実施することとなった。
このスハ44系の近代化工事は時期により窓枠の構造が変更されたため、2種に大別される。
- スハ44 1 - 8・スハフ43 11 - 24・スハニ35 4 - 6
  - 最初の近代化工事施工車。1960年（昭和35年）度に施工され、客室窓枠のアルミサッシへの変更、照明の蛍光灯化、座席の回転クロスシート化、内張りの木材からメラミン樹脂化粧板への張り替え、客用扉の交換などである。このため無塗装のアルミサッシ窓枠に10系客車に準じた客用扉を備え、塗装も青15号を基本に車体裾部にクリーム色の帯を巻いた当時の観光団体列車専用塗装に変更された。内張りの色は淡緑色系で、蛍光灯は直管を使用している。
- スハ44 23 - 34・スハフ43 1 - 3
  - 改造コスト削減のため、窓枠のアルミサッシ化と内張りの変更が見送られ、客用ドアの交換も行っていない。ただし、後にドアを交換した車両は幾つか存在する。
  - 照明は従来の灯具位置に設置可能な円環型の蛍光灯を使用している。客室内張りはコストダウンのため従来のベニヤ板を塗りつぶす形となり、内張りの色は暖色系になっている。
  - なお、本グループは当初車体色がぶどう色2号で出場している。

#### 三等車の近代化工事
153系電車やキハ58系気動車が登場するとスハ43系は陳腐化が目立つようになり、1961年（昭和36年）度からはスハ43形ほか三等車の近代化工事が実施された。改造では室内灯が蛍光灯になり、床材や壁面の張り替えも行われている。
塗装は当初は従来のぶどう色2号であったが、後に近代化工事車は青15号へ変更された。

#### 体質改善工事
国鉄では1970年（昭和45年）度より新たな検査方式が実施されることになり、検査周期延長に対応するための「体質改善工事」がスハ43系でも実施された。改造内容は車両によって異なっているが、台車などの改造や車内設備の更新などが行われ、窓枠のアルミサッシ化や客用扉の交換、スピーカーの埋め込みや化粧板の交換などが実施された車両もある。
スハ44系のうち1975年（昭和50年）に四国総局に転属したスハフ43 2・3は1976年（昭和51年）・1977年（昭和52年）に多度津工場で体質改善工事を施工されている。このうち、スハフ43 3はトイレ、洗面所の窓がHゴム支持の固定窓となり、ウインドヘッダーも窓の上で切れている。

### 通勤形化改造
門司鉄道管理局のスハ43形・スハ42形と四国総局のオハ47形の一部では、1975年（昭和50年）にデッキ付近の座席と洗面所を撤去した通勤化改造車が登場した。四国のオハ47形を改造したものではデッキ付近がロングシート化されている。いずれも形式や番号は変更されていない。

### 簡易寝台車への改造
1969年（昭和44年）にはスハ43形・スハフ42形・オハ46形の合計9両に団体用として簡易寝台を設置した「リラックスカー」への改造が高砂工場で行われ、宮原客車区に配置された。
前後2つのボックス席を使った定員6名を1組とし、夜間は1ボックスあたり下段2名、上段1名ずつの簡易寝台とする。
下段は向かい合う互いの座席の座布団を前へ引き出して隙間なく合わせ、座布団があったスペースへ背ずりの下半分をずらしてはめ込んでベッドとする、プルマン式A寝台や581・583系電車の普通車に似た構造で、上段は背もたれの上枠に荷物棚状のパイプ寝台を載せて固定する。元々のシートピッチが1,470 mmしかないため、リラックスして就寝できる工夫として、2つのボックス席の中間にあたる背もたれ下部には塞ぎ板が無く、下段に寝るお互いの乗客（計4名）が隣のボックスまで足を伸ばせるようになっている。上段は2つのボックス席の両端（頭側）には小ぶりな仕切り板があるものの、中間部は下段同様に互いの乗客が隣のボックスまで足を延ばす体勢となる。転落防止用のベルトが1ボックスあたり2本備わるが、カーテンや上段に登り降りするためのはしごは装備されていない。
1978年（昭和53年）に一般車に復元されたが、背ずり枠はその後も残されていた。

### 「おくのと号」用お座敷改造
スロフ53として最後まで在籍したスロフ53 2025（←スロ53 4）は、1971年（昭和46年）に松任工場で側廊下14畳敷に簡単な供食スペースを備え、側窓下にかつての三等車を意味する赤帯を巻いた「お座敷食堂車」に改造され、前年秋から運行されていた能登半島観光列車「ふるさと列車おくのと号」に連結されて1973年（昭和48年）9月末の列車廃止まで運用に就いた。

### 簡易和式車への改造
1984年（昭和59年）度に北海道地区のスハ43形・スハフ44形・オハフ46形のうち5両の車内を畳敷きやカーペット敷きに改造し、函館 - 札幌間の定期列車などに併結して運転された。改造車は「ふれあい号」の愛称となり、当初は青色のままであったが後に青地に白と黄色のストライプが追加された。

### 「くるくる駒ケ岳 遊・遊トレイン」

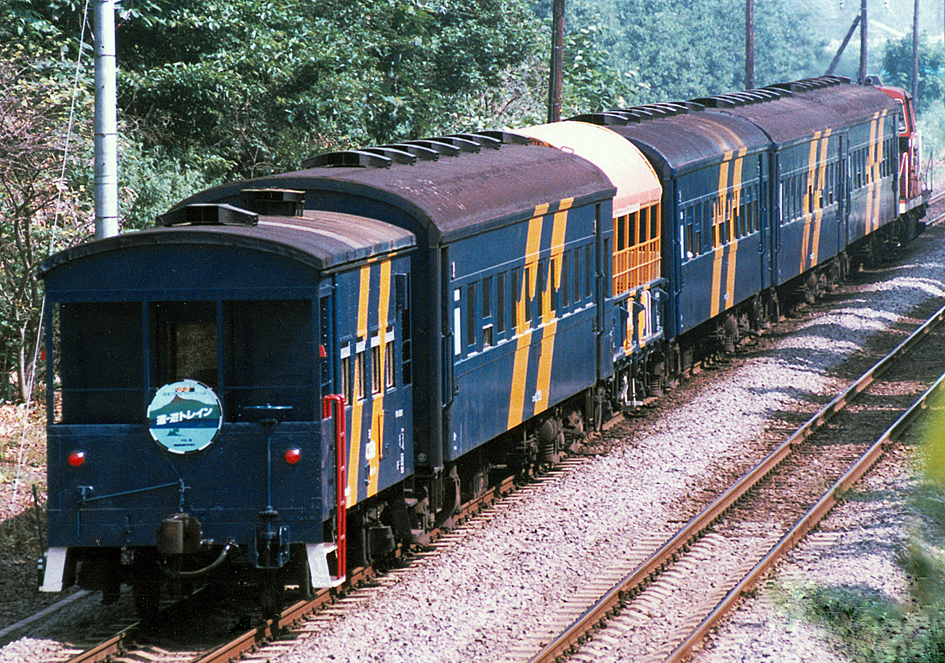
「くるくる駒ケ岳 遊・遊トレイン」（大沼駅、1986年）

北海道の函館地区では国鉄最末期の1986年に函館 - 森間でトロッコ列車「くるくる駒ケ岳 遊・遊トレイン」の運転が行われることになり、スハフ42形4両とトラ71422、ヨ4350などがトロッコ列車用に改造された。当初は青色をベースに黄色の斜めストライプが引かれていたが、後にクリーム色をベースに水玉模様となった。
「くるくる駒ケ岳 遊・遊トレイン」に使用されたスハフ42形のうち、スハフ42 2245はJR北海道移行後の1989年（平成元年）に釧網本線のトロッコ列車「くしろ湿原ノロッコ号」へ転用改造された。

### JR東日本旧型客車の整備工事
JR東日本ではイベント列車用としてスハ43系などの旧型客車を所有しているが、2011年（平成23年）には全車両を対象に以下の整備工事が同年早春に施工された。
- JR北海道所有車と同じ方式の集中鎖錠装置を搭載し乗降ドアを半自動化（電磁石により固定されたすべてのドアを磁力解放時にクローザーの引力を利用して閉めた状態でスイッチ操作によりロックを行う）。
- オハ47形のトイレを従来の線路垂れ流し和式から汚物処理装置を備えた洋式に改造（それ以前はスハフ42 2173が現存する旧形客車で唯一汚物処理装置を備えたトイレが使用可能な車両であり、他の車両のトイレは整備されておらず「使用停止」措置が採られていた）。この工事と引き換えにスハフ42 2173はトイレ室を機械室に変更された。
- バッテリーの再整備を実施し、スハフ42 2173・2234は尾灯のLED化を施工。

工事完了後初の営業運転は2011年（平成23年）4月29日運行の「ELレトロ横川号」からで、蒸気暖房装置は同年初冬に整備が行われ、2012年（平成24年）2月に運行された「SL内房100周年記念号」から使用が再開された。また同年9月にはスハフ42 2173を皮切りに室内灯を従来の蛍光灯から白熱灯風の雰囲気を模したLED灯に交換する工事が施工された。
スハフ42形2両は近年になりデジタル無線取り付け工事も施工され、車掌室側妻面上部にデジタル無線用アンテナが追加装備された。
2020年（令和2年）には旧形客車の内装リニューアル工事が行われ、このうちスハフ42 2173はラウンジカーに改造された。

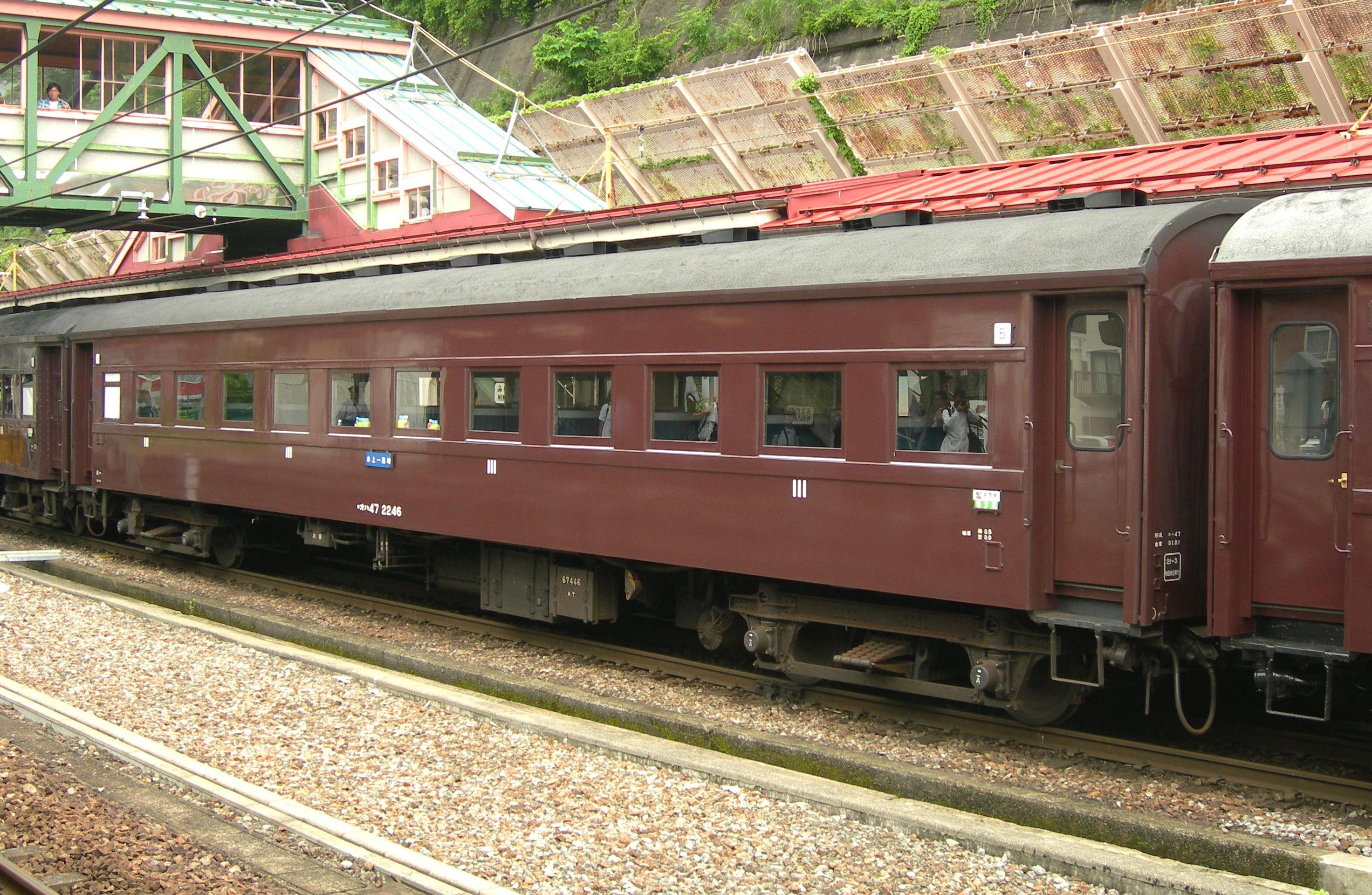
オハ47 2246
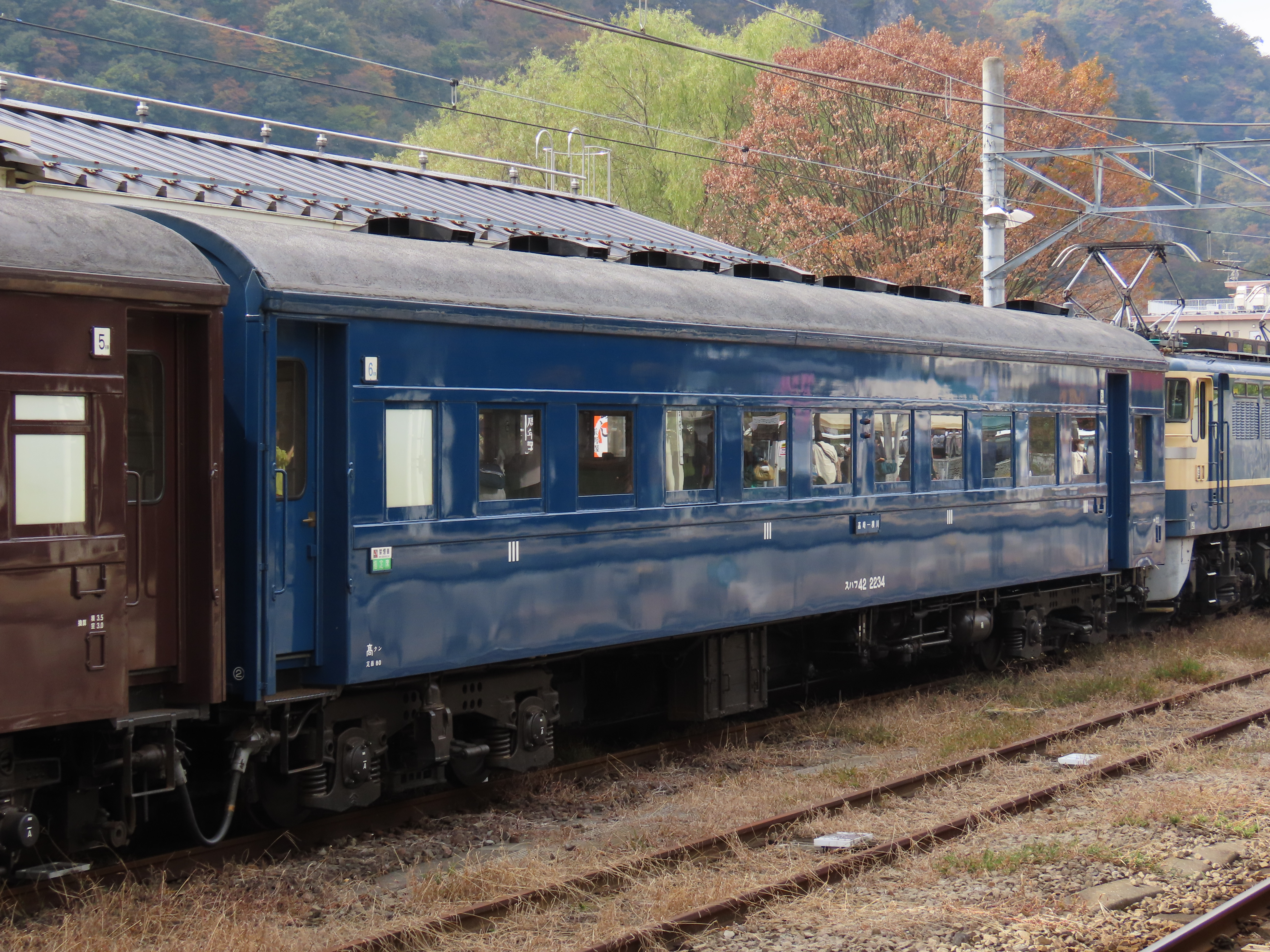
スハフ42 2234
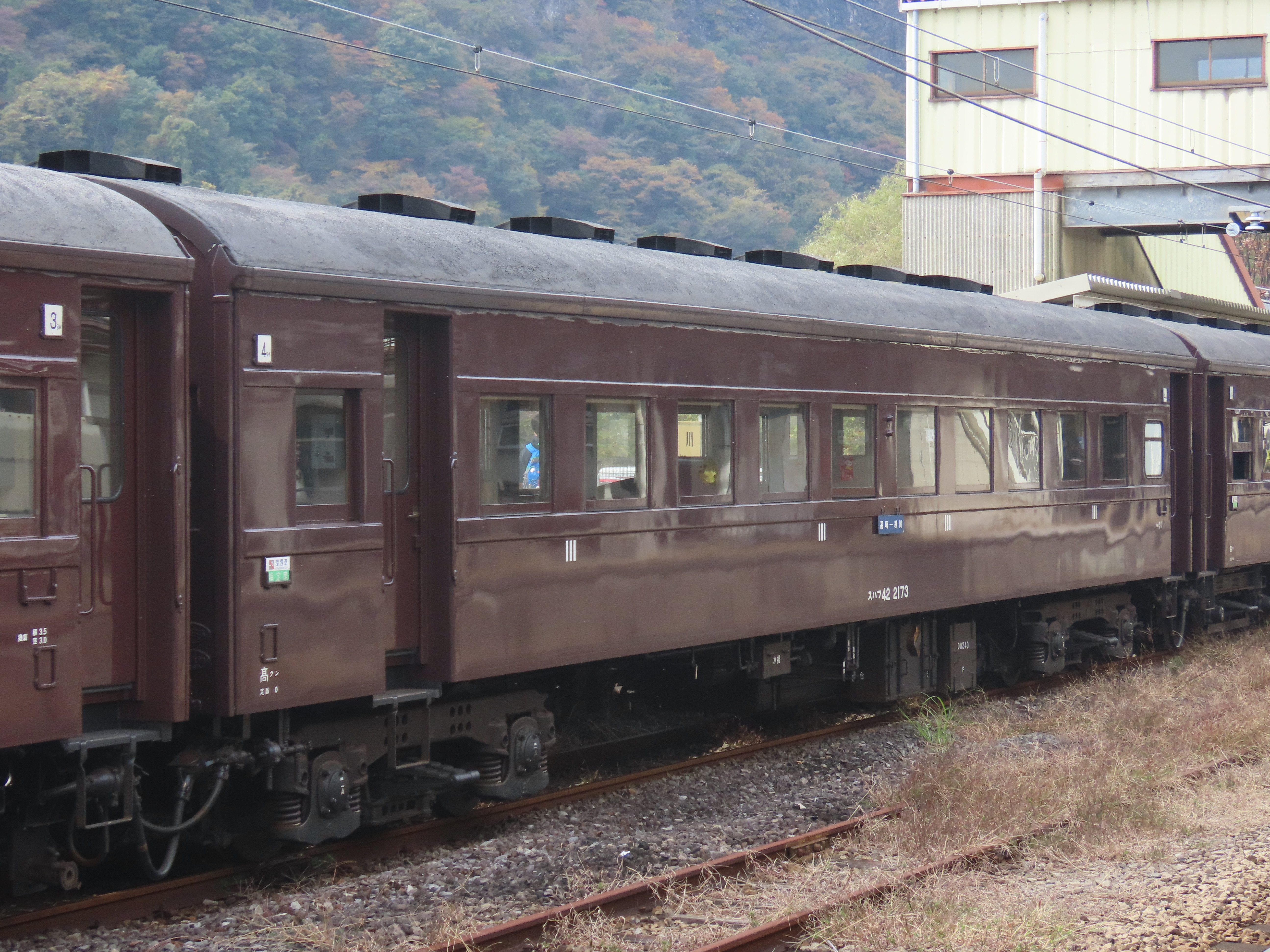
スハフ42 2173
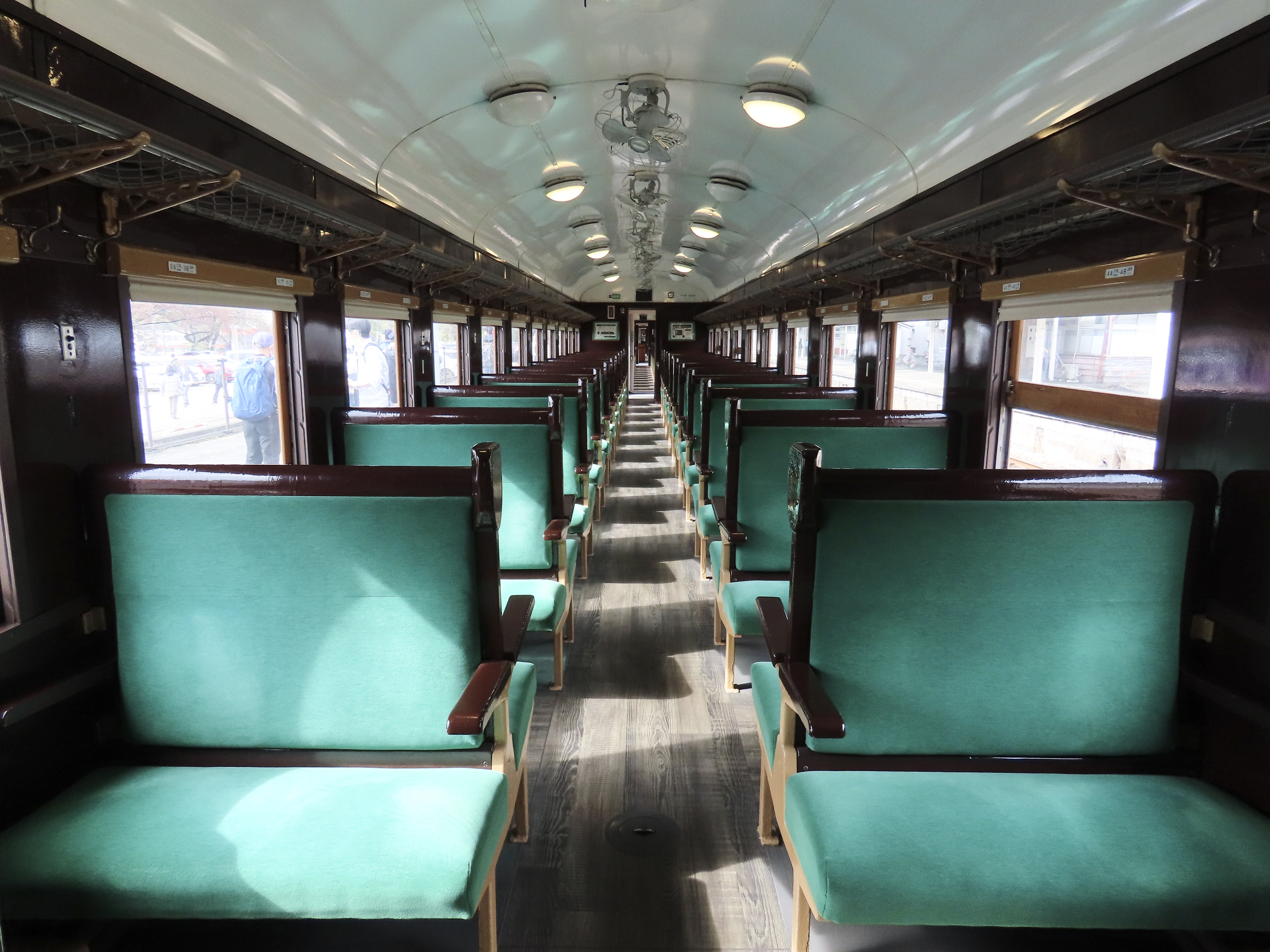
車内

## JRへの承継
後に登場した10系軽量客車グループは車体構造などの問題から劣化が進行し早期に大量廃車となったが、本系統車両群は頑丈かつ丁寧な造りから、21世紀の現在でも本線上で運行される車両がある。

### JR北海道

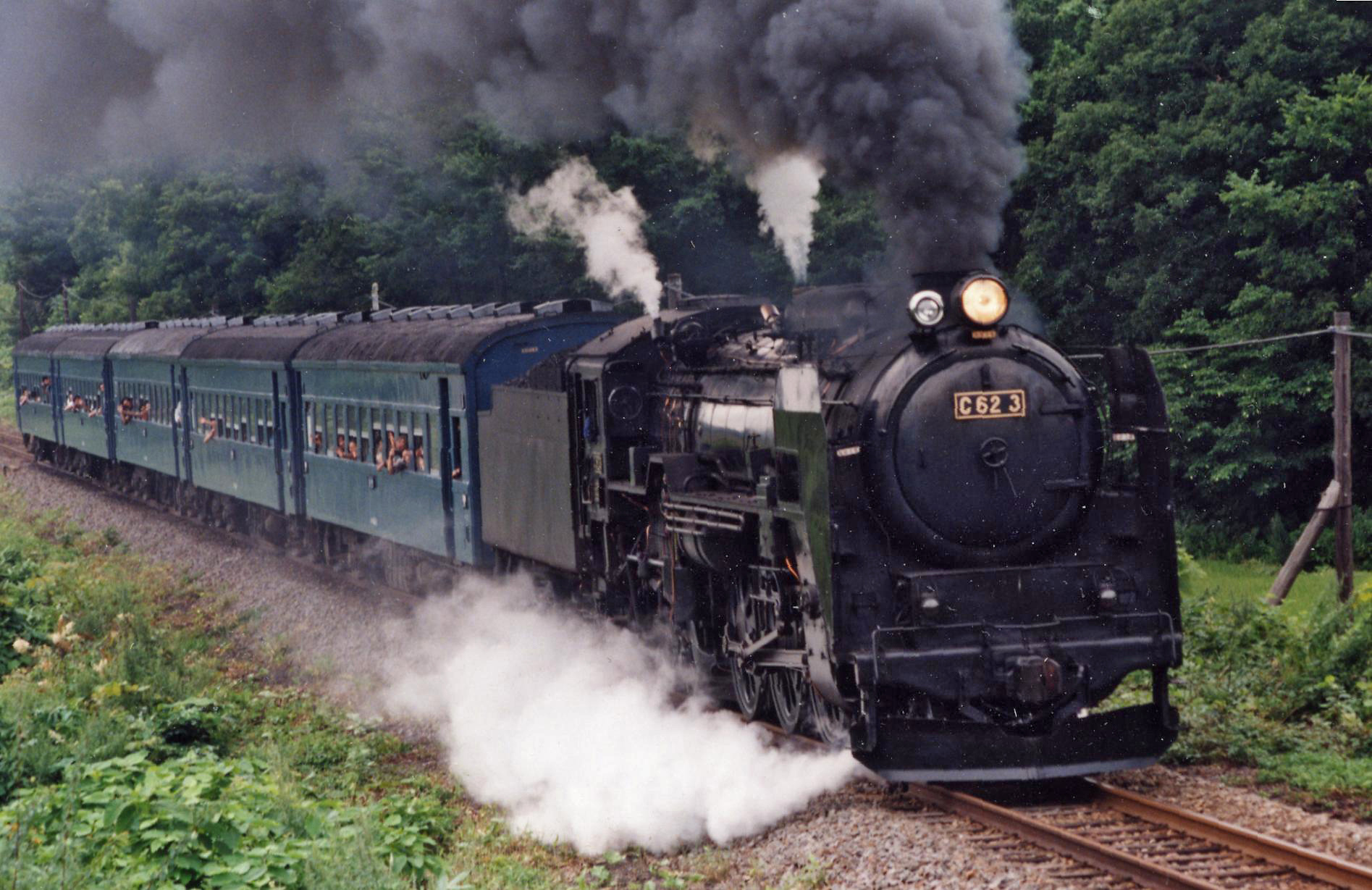
「C62ニセコ号」

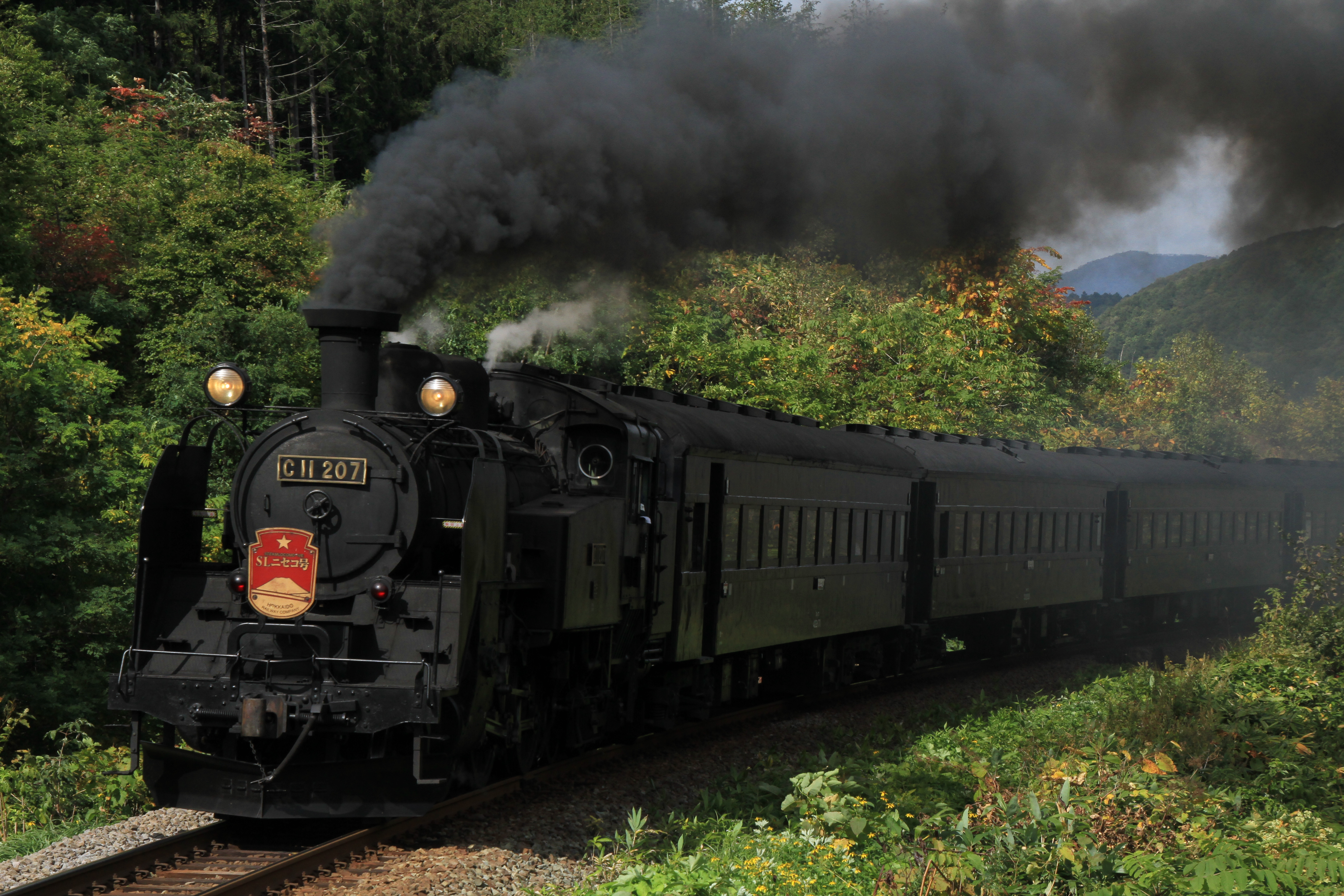
「SLニセコ号」（2014年）

JR北海道では「ノロッコ号」初代客車にスハフ42 2245が使用されていたが、1998年（平成10年）に50系51形改造の客車に置き換えられて2002年（平成14年）に廃車となった。
1988年（昭和63年）4月より函館本線でC62 3の牽引による「C62ニセコ号」の運転が開始され、スハフ44形4両とスハシ44形1両（スハフ44形改造）が使用された。同列車は1995年（平成7年）11月に運転を終了し、翌年に全車が廃車となった。
「C62ニセコ号」に使用されたスハシ44形は廃車後も苗穂工場で保管されていたが、1999年（平成11年）度に「SLすずらん号」用として車籍復活し、14系と編成を組んで使用された。2006年（平成18年）に同列車の運用を終了してからは「SL冬の湿原号」に転用された。
2000年（平成12年）にはJR東日本から譲り受けたスハフ42形・オハ47形とオハフ33形を「SLニセコ号」として整備し、運転を開始した。同列車は2014年（平成26年）に運行を終了している。

### JR東日本
東日本旅客鉄道（JR東日本）ではスハフ42 2173・2234・オハ47 2246・2261・2266が高崎車両センターに在籍し、オハニ36 11およびスハフ32 2357とともにイベント列車用に使用されている。2011年（平成23年）に乗降扉の半自動化や洋式トイレ設置などの整備工事が行われたほか、2020年（令和2年）にはリニューアル工事が行われた。
1988年（昭和63年）に運行を開始した秩父鉄道のSL列車「パレオエクスプレス」ではJR東日本のスハ43系を含む旧型客車が貸し出されて運転されていたが、2000年（平成12年）度以降は秩父鉄道がJR東日本から購入した12系による運転に変更された。
1999年（平成11年）に放送のNHK連続テレビ小説『すずらん』の撮影に使用するため、JR東日本のスハフ42形とオハフ33形が貸し出され、1998年（平成10年）12月と1999年（平成11年）5月に留萌本線で撮影列車が運転された。2000年（平成12年）12月には劇場版『すずらん』撮影のため三度目の撮影列車が運転されている。

### JR東海

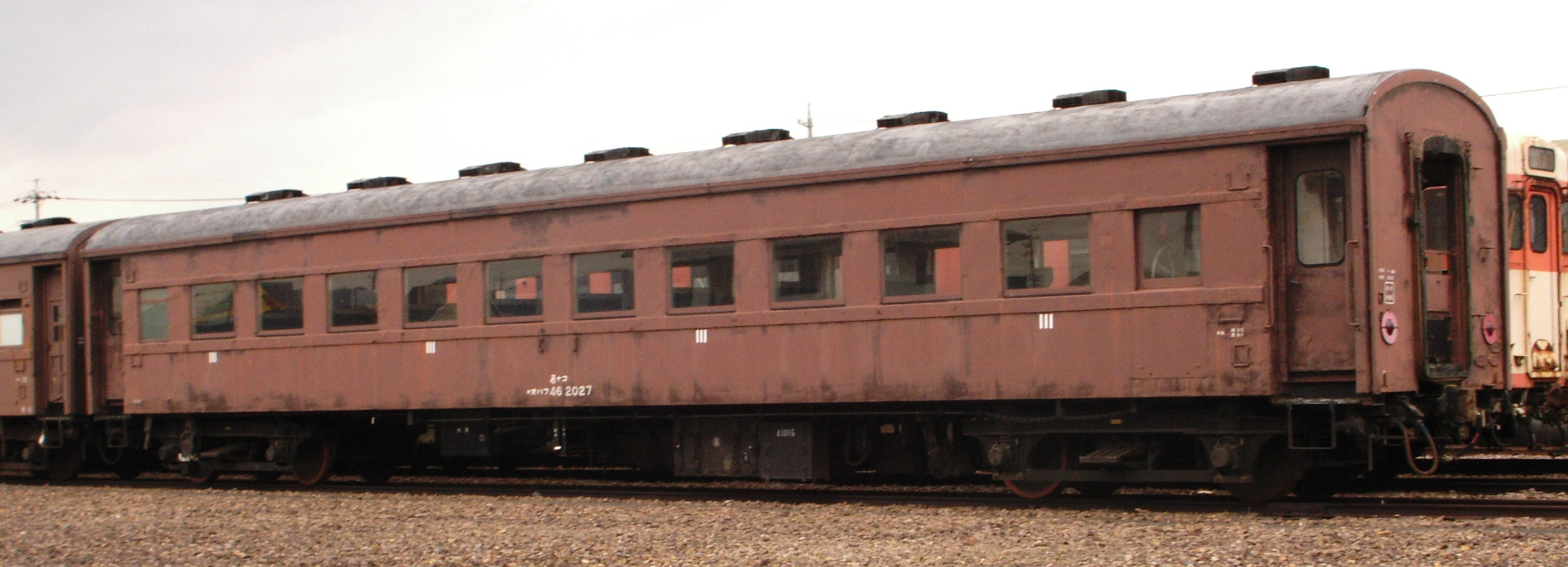
オハフ46 2027（美濃太田車両区、2007年）

JR東海にはオハフ46 2026・2027の2両が承継され、飯田線のトロッコ列車「トロッコファミリー号」や団体臨時列車などに使用された。1994年（平成6年）度にはオハフ46 2008も車籍復活したが、2007年（平成19年）度にオハフ46 2008・2027が、2008年（平成20年）度にオハフ46 2009が廃車となり、JR東海から旧形客車の在籍車が消滅した。

### JR西日本
JR西日本では発足時点で山陽本線支線の和田岬線で通勤用客車オハ64系の定期運用があったが、この時期にはスハ43系も一般仕様のまま混用されることがあった。和田岬線は1990年（平成2年）の気動車化に伴って同年9月末をもって客車での運行を終了した。
イベント用に承継されたスハ43系はオハ46 13の1両のみで、マイテ49形やオハフ33形とともに在籍していた。

## 運用
本形式は前述のとおり車両上の区分を定めていないものの、優等列車で使用することを目的に投入されたが、実際の運用では種別を問わず運用された。登場間もない頃は優等列車で使用され、急行列車だけでなく、特別急行列車にも使用された。1960年代以降は陳腐化に対処するため、室内灯の蛍光灯化・ドアの取り替え・内張りの取り替えおよび塗りつぶし・窓のアルミサッシ化・扇風機の取り付けなどを行った近代化改造および体質改善工事を施工した（1964年以降に施工された車両は区別のため、青15号に塗装された）車両のみが原則として急行列車に使用されていた。
1980年代初めまで、日本全国で急行列車に広く運用されたほか、急行列車への後継車の増備や置き換えにつれて捻出された車両は、次第に普通列車にも運用されるようになった。これは国鉄時代の客車の導入に対する考え方にもよるが、10系以前の客車が製造された時代の客車には特定の列車種別を専用とする車両がほとんどなく、優等列車の性質上、新車の投入は優等列車が優先され、登場後しばらくは状態の良い車両を使用し、後継車両への増備や置き換えなどにつれて捻出した車両は普通列車にも使用する措置を採っていたためである。
国鉄分割民営化直前まで定期運用され、JRへの移行後も少数の車両がイベント列車・観光列車で運用されている。

### 東海道・山陽本線
東海道本線では1951年（昭和26年）に3等車のスハ43形・スハフ42形が投入され、当初は東京 - 大阪間特急「つばめ」「はと」にも使用された。この2列車には展望車も連結された。
特急運用は1951年（昭和26年）10月より特急専用車として新製されたスハ44系に置き換えられ、1953年（昭和28年）には東海道本線・山陽本線・鹿児島本線経由の京都 - 博多間特急「かもめ」にもスハ44系が投入された。1956年（昭和31年）11月19日の東海道本線全線電化では「つばめ」「はと」用の客車・機関車がライトグリーンの塗装に変更された。
スハ44系は座席が一方向固定のため、終点駅到着後は周辺のデルタ線を利用して方向転換を行った。「つばめ」「はと」の東京口は大崎駅と蛇窪信号場を、大阪口では福知山線尼崎 - 塚口間を電化の上で北方貨物線と宮原操車場を使用した。「かもめ」の京都口は梅小路駅と丹波口駅の短絡線を利用したが、博多口では博多駅界隈にデルタ線がなかったことから香椎線・勝田線を経由して博多駅→吉塚駅→志免駅→酒殿駅→香椎駅→吉塚駅→博多駅のルートで1時間43分もの時間が浪費されたため、「かもめ」では早期に10系客車への置き換えが実施されている。
1958年（昭和33年）には電車特急として151系を使用した「こだま」の運転が開始されたが、客車特急「つばめ」「はと」も1960年（昭和35年）6月より「こだま」との共通運用で電車化されることになり、5月31日をもって「つばめ」「はと」の客車での運行を終了した。余剰となったスハ44系は座席の回転クロスシート化などの近代化改造を施工され、急行列車や団体列車に転用された。
急行列車では「銀河」「彗星」「明星」をはじめとした多数の列車に使用された。1970年代には10系客車が主体の東京 - 西鹿児島（現・鹿児島中央）間急行「桜島」（鹿児島本線経由）・「高千穂」（日豊本線経由）にもスハ43系が組み込まれていた。
近代化改造後のスハ44系はは観光団体列車にオハネ17形などとともに運用され、東京 - 伊東間の臨時準急「いこい」にも使用されていたが、1964年（昭和39年）の東海道新幹線開業後は、幹線系統の急行列車の普通指定席車に充当されるようになり、「瀬戸」・「明星」・「銀河」・「日南」・「つくし」・「さんべ」などの東海道・山陽線夜行急行を主体に使用された。
その後、1970年代以降の特急格上げや1975年（昭和50年）の山陽新幹線博多開業で急行列車が激減し、この時廃止されずに残った山陽線の夜行急行はスハ44系から14系座席車に置き換えられた。最後までスハ44系を使用していた急行「銀河」は1976年（昭和51年）をもって20系客車に置き換えられた。スハ44形は全車廃車されたが、緩急車のスハフ43形は大半が当時大量の60系客車を抱えていた四国総局へ転属し、国鉄分割民営化直前まで使用され続けた。

### 福知山線・山陰本線
福知山線・山陰本線では1980年代に入ってもスハ43系の普通列車運用があり、1985年（昭和60年）3月改正では篠山口 - 福知山 - 出雲市間での運転が残っていた。12系・50系への置き換えや1986年（昭和61年）の城崎電化によりスハ43系を含む旧型客車の運用が終了している。

### 東北本線・常磐線
東北本線・常磐線系統では1958年（昭和33年）より上野 - 青森間特急「はつかり」にスハ44系が投入され、塗装は青地に白い線2本が入るものとなった。展望車はないが座席が一方向のため終端駅では方向転換が行われ、上野口では尾久駅から田端操車場および隅田川駅経由で、青森口では青森操車場と滝内信号場を結ぶ短絡線が使用された。「はつかり」は1960年（昭和35年）12月の気動車化によりキハ80系に置き換えられたが、同車の初期故障発生時は客車列車による代走も複数回見られた。
1970年代時点では上野 - 青森間夜行急行「十和田」（常磐線経由）・「八甲田」（東北本線経由）にもスハ43系が使用されていた。

### 奥羽・羽越本線
奥羽本線・羽越本線系統では上野 - 秋田間急行「おが」（奥羽本線経由）、「鳥海」（上越線・羽越本線経由）などで運用された。

### 北陸本線
北陸本線系統では一例として夜行急行「能登」で使用され、1970年代時点では10系寝台車とスハ43系普通車・スロ62形グリーン車の編成で運転されていた。

### 北海道地区
北海道地区ではスハ45形・スハフ44形を主体に函館本線経由の函館 - 札幌間急行「ニセコ」ほか道内各地の列車で使用された。最末期の1985年（昭和60年）3月改正時点では函館本線と江差線のローカル列車で使用されていた。

## 事故
スハ43系では事故廃車を伴う事故が7件発生し、これらの事故を合わせて7両が廃車となった。
1956年（昭和31年）10月15日に参宮線（後の紀勢本線の一部）六軒駅で発生した脱線衝突事故（六軒事故）では、オーバーランにより安全側線の車止めを突破して脱線した列車に対向列車が衝突して42人が死亡する惨事となり、この事故でスハフ42 315が廃車となった。
1962年（昭和37年）5月3日には東北本線古河駅を発車した旅客列車に後続の貨物列車が追突して脱線する事故が発生し、この事故で破損した旅客列車後部の郵便車スユ40 2001が廃車となった。原因は貨物列車の機関士・機関助士の信号見落としとされた。この事故と同日の夜に常磐線三河島駅で三河島事故が発生している。
1972年（昭和47年）4月13日には急行「阿蘇」下り列車が山陽本線三石 - 吉永間を走行中に郵便車のスユ43 3で火災が確認され、吉永駅まで運転した後に消防の手配で鎮火した。原因は蒸気暖房管の加熱による床材への蓄熱発火という稀な事例とされた。この事故でスユ43 3が廃車となった。
このほか、1972年（昭和47年）3月28日の北宇智駅脱線事故でオハフ46 19が、1975年（昭和50年）12月11日の旭川車両センター火災でスハ45 46が、1983年（昭和58年）6月18日の秋田駅火災でスハフ42 2076が、同年12月8日の保津峡駅脱線事故でスハ43 211がそれぞれ廃車となっている。

## 他社譲渡車

### 大井川鐵道

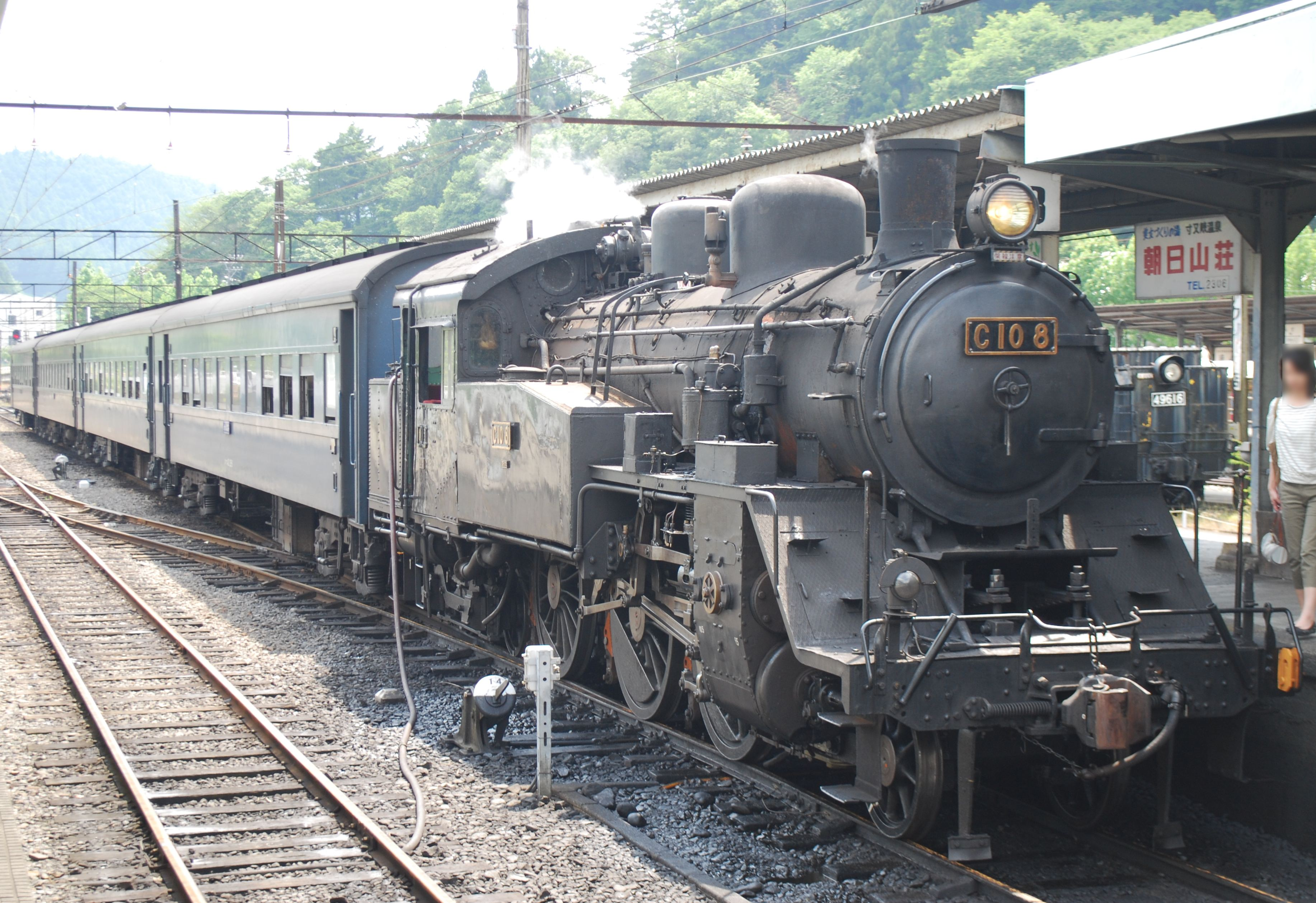
C10 8牽引のSL列車（千頭駅）

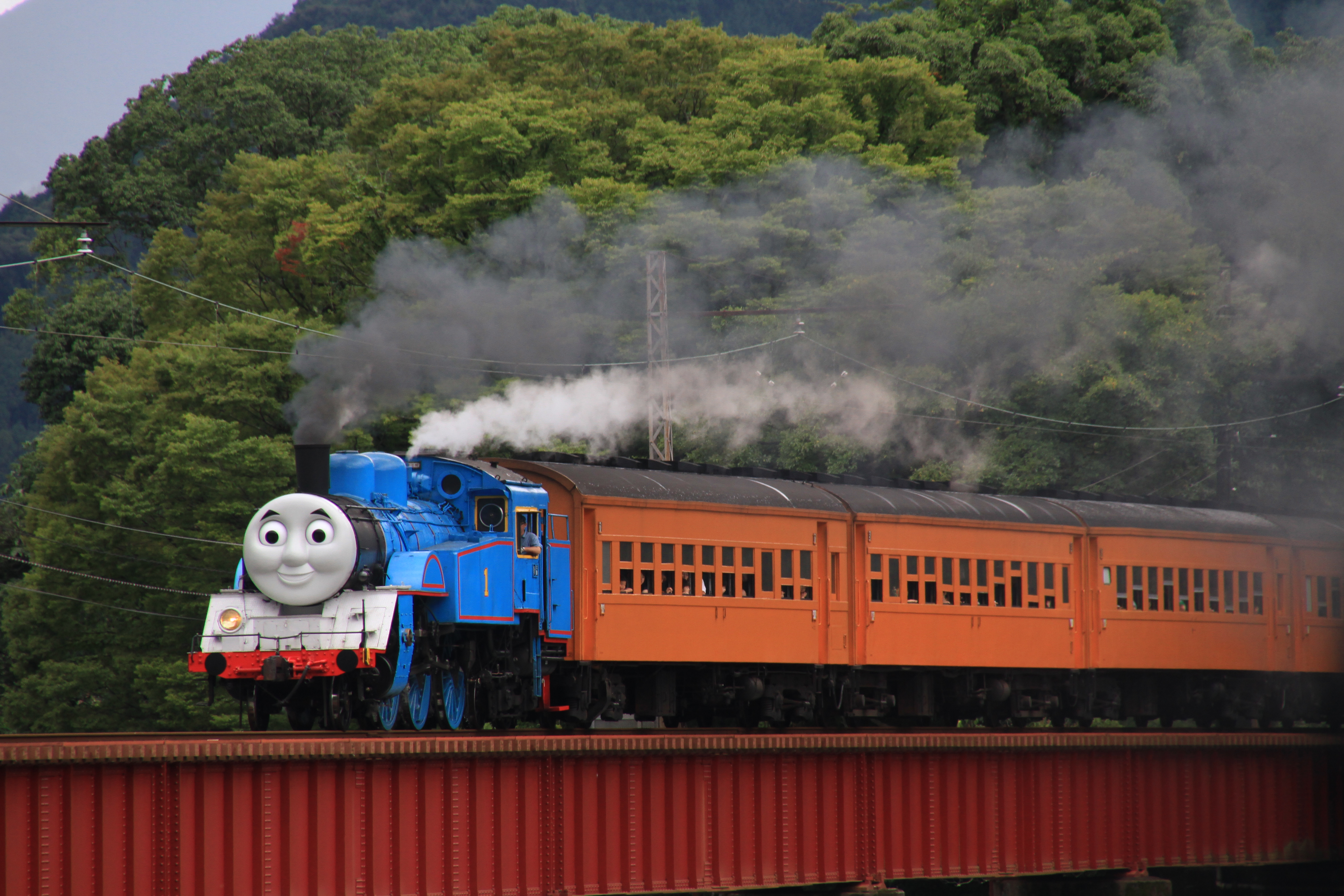
「きかんしゃトーマス号」

大井川鐵道では大井川本線でオハ47 81・380・398・512・スハフ42 184・186・286・304・スハフ43 2・3が在籍しており、オハ35系等とともに主に「かわね路号」で運用される。スハフ43形2両はオハニ36 7とともに日本ナショナルトラストの所有である。
スハフ42形全車とオハ47 81は電気暖房設備付きであったが、撤去されたため車両番号が-2000され原番号に復帰している。オハ47 380・398・512は元オハ46形で、同鉄道譲渡後にはオハ47形に改形式されている（形式変更のみであり車両番号とTR47形台車はそのままである）。

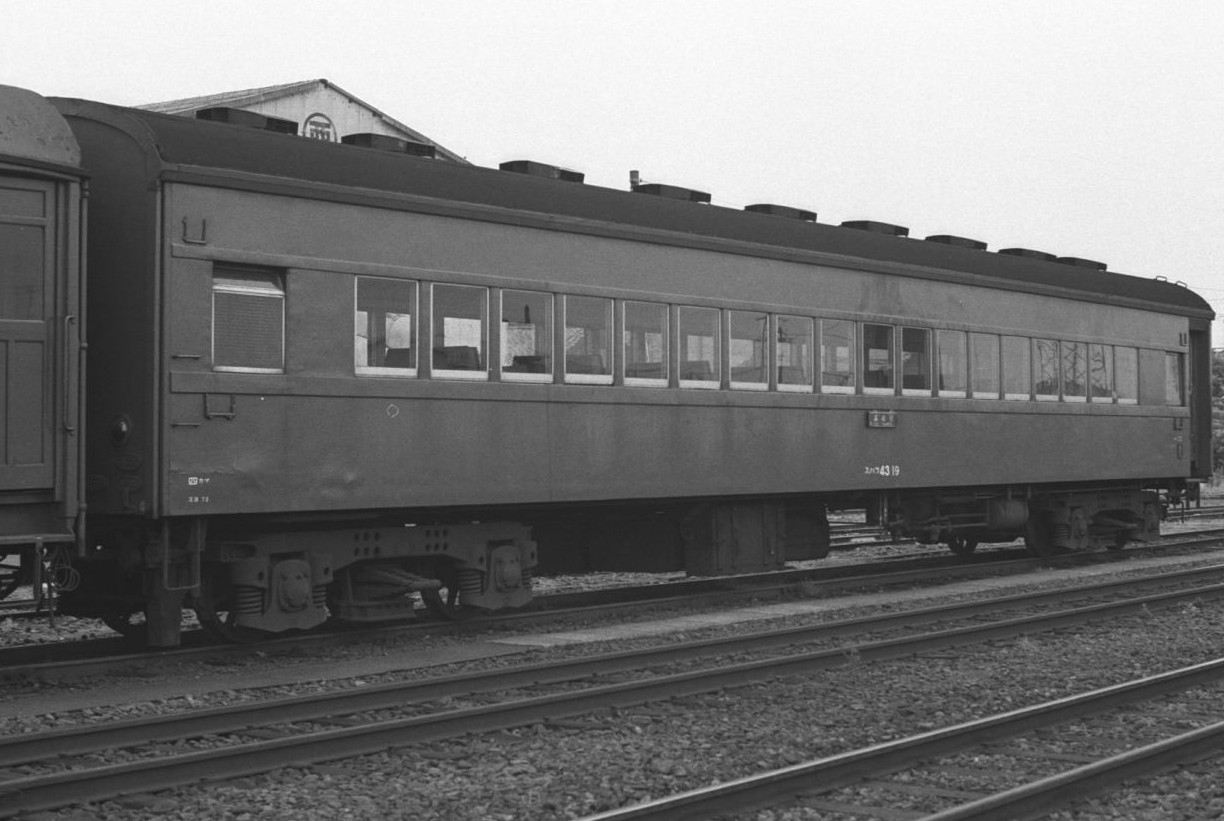
スハフ43 19（1981年）

スハフ43 2・3の2両は1986年（昭和61年）に財団法人日本ナショナルトラストの活動により同団体に払い下げられたもので、大井川鐵道で管理されている。当初はスハ44形の面影を留めるスハフ43 11 - 24の譲受を希望していたが、交渉の段階で既に最後の1両（スハフ43 15）が飲食店に払い下げられており、やむなくこれら2両の譲受となったという
2014年（平成26年）に運行を開始した「きかんしゃトーマス号」用として、スハフ42 186とスハフ43形を除いた7両の塗装が従来の青15号またはぶどう色から劇中の客車（アニーとクララベル）を模したオレンジ色に変更された。後年にはスハフ42 186もこの塗装に変更された。

### 津軽鉄道

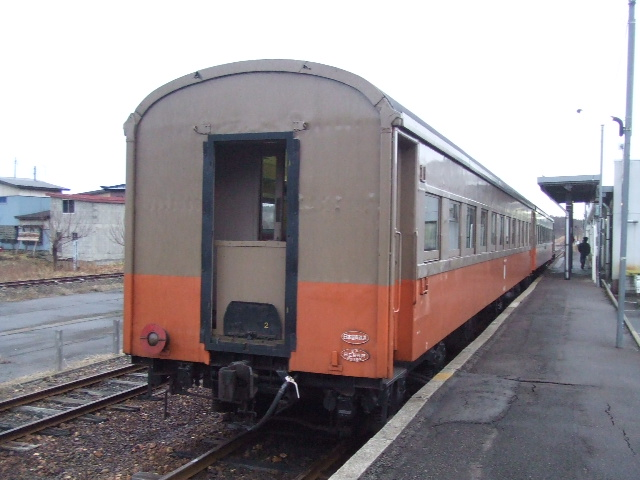
津軽鉄道「ストーブ列車」用客車

津軽鉄道へは国鉄よりオハ46 2612・2662の2両が1983年（昭和58年）に譲渡され、改番によりオハ46 2・3となった。イベント・団体列車用で、従来のオハ31形が置き換えられた。
機関車からの蒸気暖房が通っていないためダルマストーブが各車に設置されており、冬季は「ストーブ列車」として運用されている。

## 同型車

### 私鉄の同形車両
紀勢本線への乗り入れ列車を運行していた南海電気鉄道が、その専用客車としてスハ43形をベースとしたサハ4801形客車を保有していた。

### 海外向け新車
本形式が製造されていた時期から1970年代にかけて、日本は工業製品の輸出の一環として、造船（1960年代より自動車類も含む）とともに鉄道車両の輸出に力を入れていた。そのため、世界各地の鉄道において需要の高い客車の輸出も多く行われ、それらの多くは当時の日本国鉄の代表的な客車であった本形式を基礎としたものであった。以下にそれを述べる。
- ブラジル・国営ノルデスチ鉄道（ポルトガル語版）向け - 1957年（昭和32年）から翌1958年（昭和33年）にかけて、富士重工業（現・SUBARU）において製造。側窓のシル・ヘッダーを持たない、全長は約15 - 16 m、幅は約2.7 mの少し小柄な車両で、日本国鉄10系と類似した車体軽量化技術が導入されている点が特徴。一等車・二等車・近郊列車用三等車・食堂車・荷物車があり、近郊列車用三等車は2021年（令和3年）現在も同国東北部のマセイオの近郊列車で現役を続けている[73]。なお、類似するものの側窓のシルおよびヘッダーを持つ形態の客車が同国のサンタ・マチルジ工業（ポルトガル語版）において1950年代の前半から製造されており、実際の運用でこの客車と混結されるほか、この客車の導入後に同社において多少の設計変更を施した車両が大量に製造された[注 11]。

- フィリピン・マニラ鉄道→国鉄/パナイ鉄道（英語版）向け - GHQによる占領時の1949年（昭和24年）から日本国鉄12系・14系客車の製造開始後の1973年（昭和48年）にかけて、川崎車輛、日本車輌、新潟鐵工所、近畿車輛、帝国車輛、東急車輛、汽車製造、日立製作所、ナニワ工機→アルナ工機において製造、形式は7A - 7Sほか。パナイ鉄道向けは日立製作所のみが担当。側窓のシル・ヘッダーのない軽快な見た目の車両で、全長は約21 - 22 m、幅は約2.9 - 3 m。三等車・展望室付き三等車・一等車・冷房付き一等車・荷物車・荷物電源車・寝台車・食堂車と多岐に渡る種類があり、冷房付きの車両を編成に含む場合は荷物電源車から冷房用の電源を確保する仕組み（集中電源方式）を採用している。車内の座席配置は三等車が通路を挟んで左右に2人掛けと3人掛けのボックス席が並ぶもの、一等車が通路を挟んで左右に2人掛けの回転リクライニング席が並ぶもので、両方とも日本国鉄用のものとほぼ同様。

- 台湾・鐵路管理局向け - 1951年（昭和26年）から1970年（昭和45年）にかけて、川崎車輛、東急車輛、富士車輌、近畿車輛、汽車製造、新潟鐵工所、日立製作所、日本車輌において製造。最高時速110 kmに対応する特甲客車、最高時速100 kmの甲種客車、最高時速85 kmの乙種客車に分かれ、特甲客車には莒光号用の冷房付き客車および冷房用電源を搭載する荷物電源車が、甲種客車には2020年（令和2年）まで普快車として運用されていた客車が、乙種客車には乗降扉が車体中央寄りに設置されている近郊・通勤用客車がそれぞれの代表的な車両として該当する。一部の優等車両を除き、基本的に側窓のシル・ヘッダーはない。車体幅や全長は本形式43系とほぼ同様であるが、1956年（昭和31年）から翌1957年（昭和32年）に川崎車輛にて製造されたTP/TPK32600形は車体長が17 m級となっている。

- インドネシア・国鉄向け - 1963年（昭和38年）から1983年（昭和58年）にかけて、日本車輌、川崎車輛、富士重工業、日立製作所、近畿車輛にて製造。本形式および10系客車を基礎・参考としつつ、インドネシア独自の車両限界に適応するように工夫がなされており、車体長は本形式とほぼ同様ながら、車体幅は約3.1 - 3.2 mと広く、車体高は建築物の限界に支障しないようやや低くなっている点が特徴。1985年（昭和60年）以降は日本車輌の主導で同国の鉄道車両メーカー、インダストリ・クレタ・アピへの技術移転が行われ、以降2017年（平成29年）に至るまでこの車両を基礎とした客車が継続して製造されている。一等車・二等車・三等車があり、一等車は通路を挟んで2人掛けの回転リクライニング席（日本国鉄用のR20系列と同様のもの）が、二等車は通路を挟んで2人掛けのボックス席ないし通路を挟んで2人掛けと3人掛けの転換クロス座席[注 12]が、三等車は通路を挟んで2人掛けと3人掛けのボックス席が並ぶ座席配置であるが、三等車には簡易厨房を持つものがあり、また一等車は二等および三等車からの格上げ改造となっている[注 13]。

- タイ・国鉄向け - フィリピン向けと同様、GHQ支配下の1949年（昭和24年）より、日本車輌、川崎車輛、近畿車輛、東急車輛、汽車製造、宇都宮車両（のちの富士重工業）、富士車輌、日立製作所、ナニワ工機にて製造。側窓のシル・ヘッダーはなく、全長は約17 - 19 m、幅は約2.7 mと少々小ぶりな車両で、一等車・二等車・三等車・荷物車・食堂車および貴賓車の種類がある。1960年代以降に製造された車両は本形式から10系客車に基礎が変更されており、それに伴い軽量化がなされている。

- ビルマ・国鉄向け - 1954年（昭和29年）から1979年（昭和54年）にかけて、日立製作所、近畿車輛、川崎重工業、汽車製造、輸送機工業にて製造。こちらもほかの車両と同様、さまざまな種類があるが、ビルマはイギリス領インドの支配下にあったことから、「インド規格」と呼ばれる、地域独自の規格に沿って製造された点が特徴。1960年代以降は台枠と台車のみを輸出のうえ、同国鉄のミンゲ工場において車体の製造および艤装を行うノックダウン生産も始まったほか、1980年代以降は類似した形態の車両が大韓民国および中華人民共和国、インドの鉄道車両メーカーより製造・輸出されている。

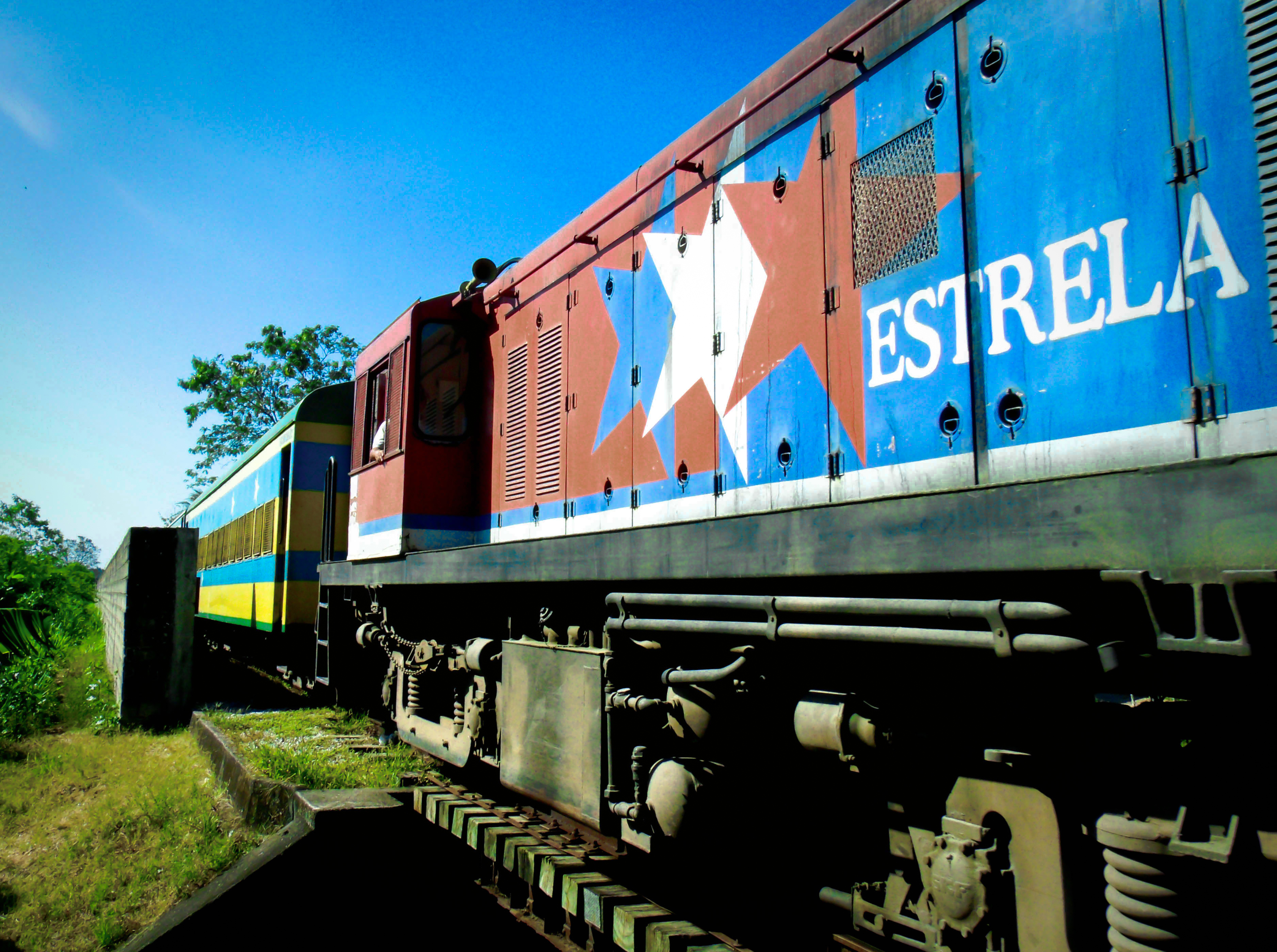
ブラジル向け客車 （機関車後位）
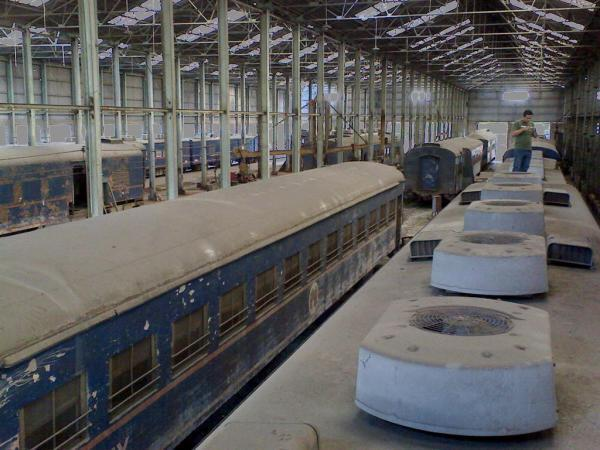
フィリピン向け客車 （写真中央ほか、日本国鉄12系客車の中古譲渡車の屋根上よる撮影）
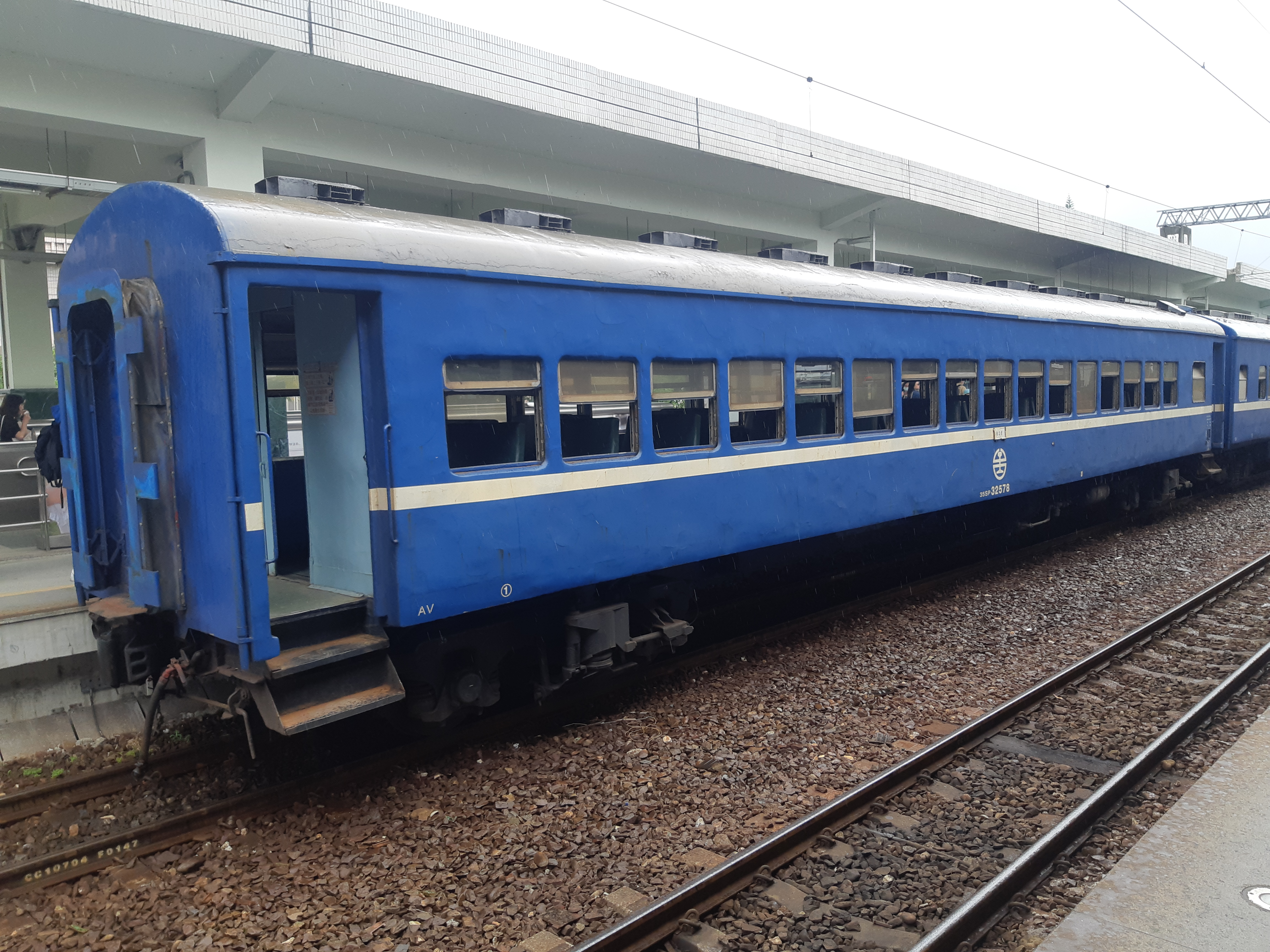
台湾向け客車
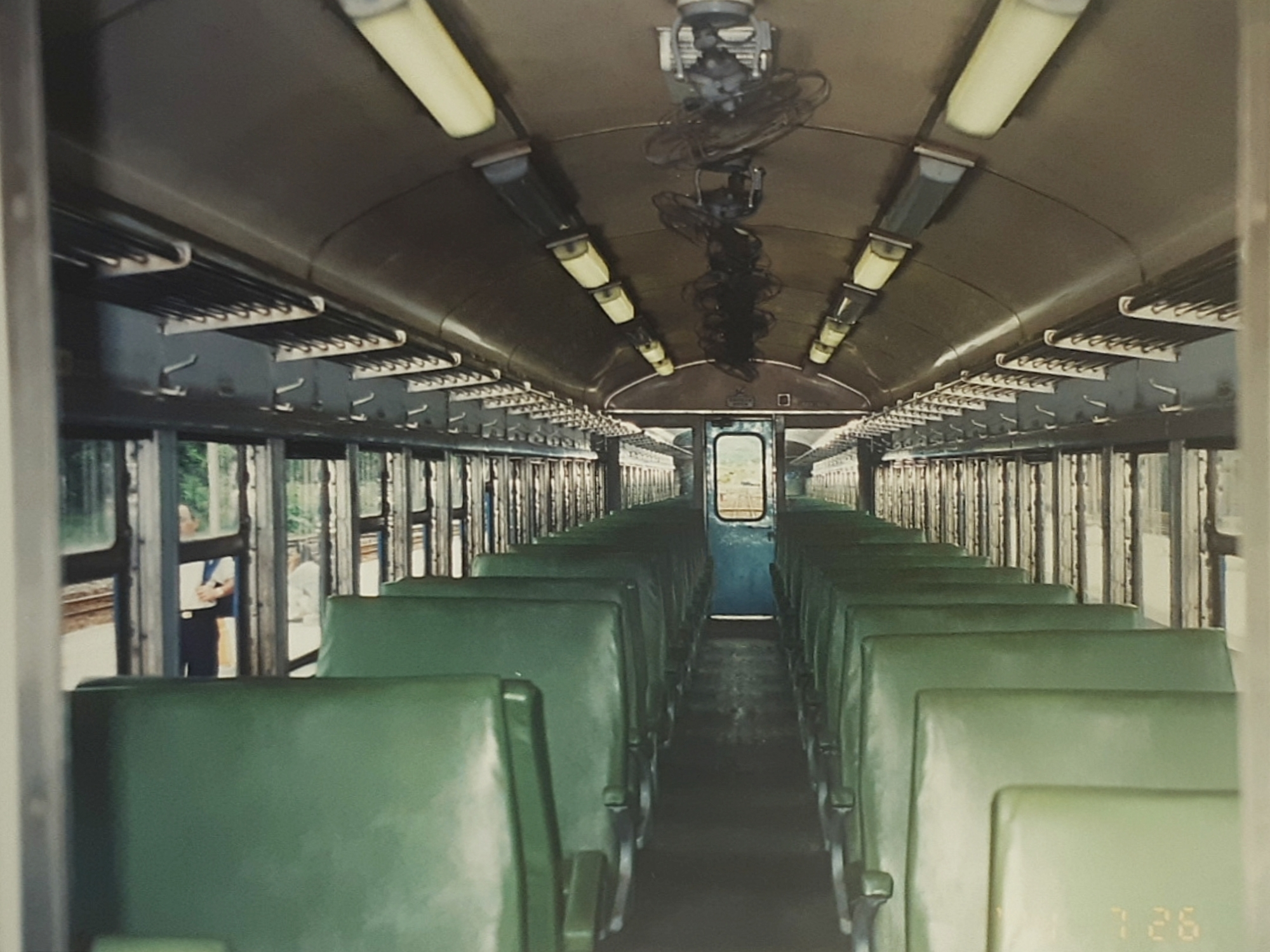
台湾向け客車 （車内）
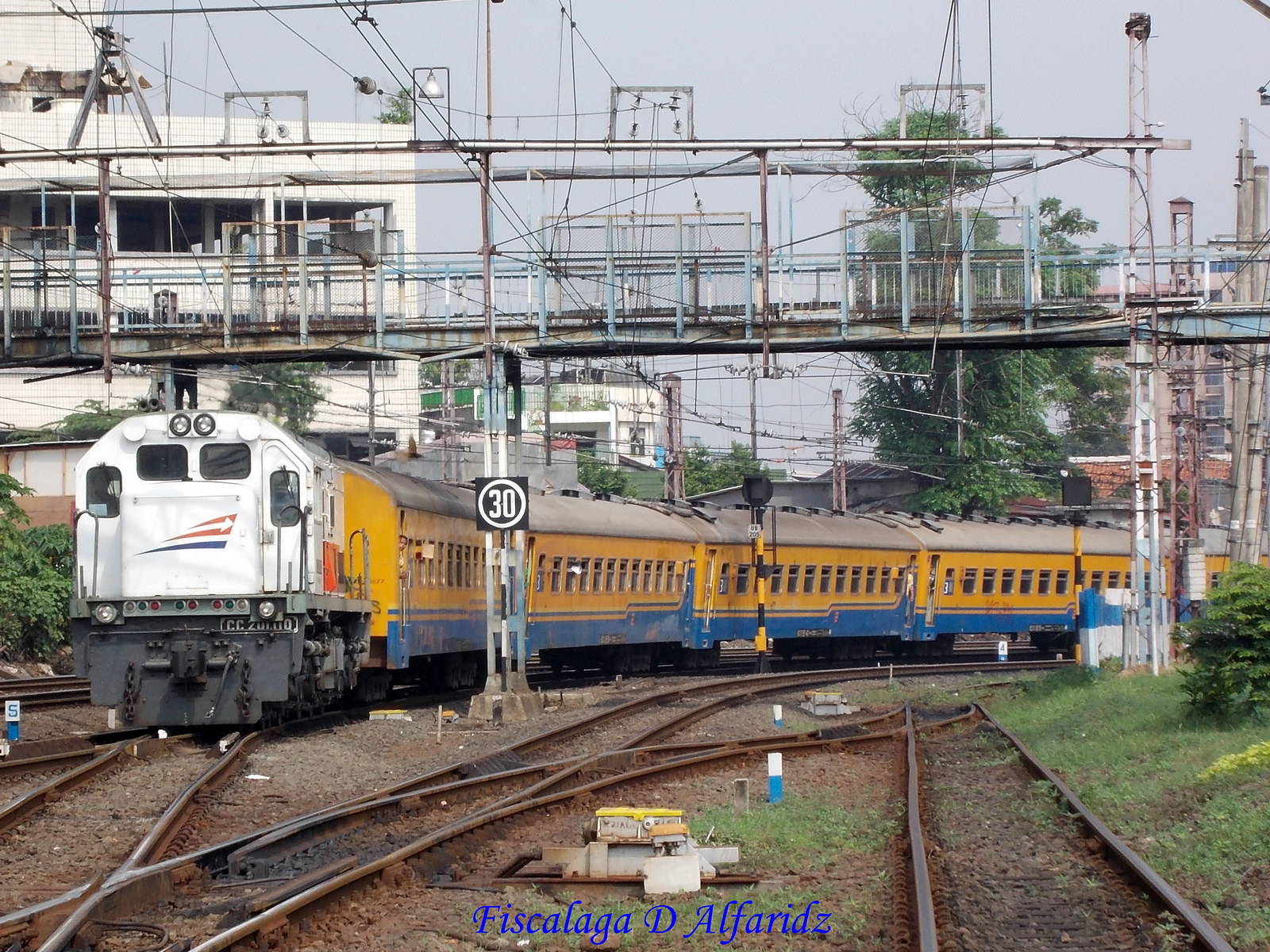
インドネシア向け客車 （機関車後位）
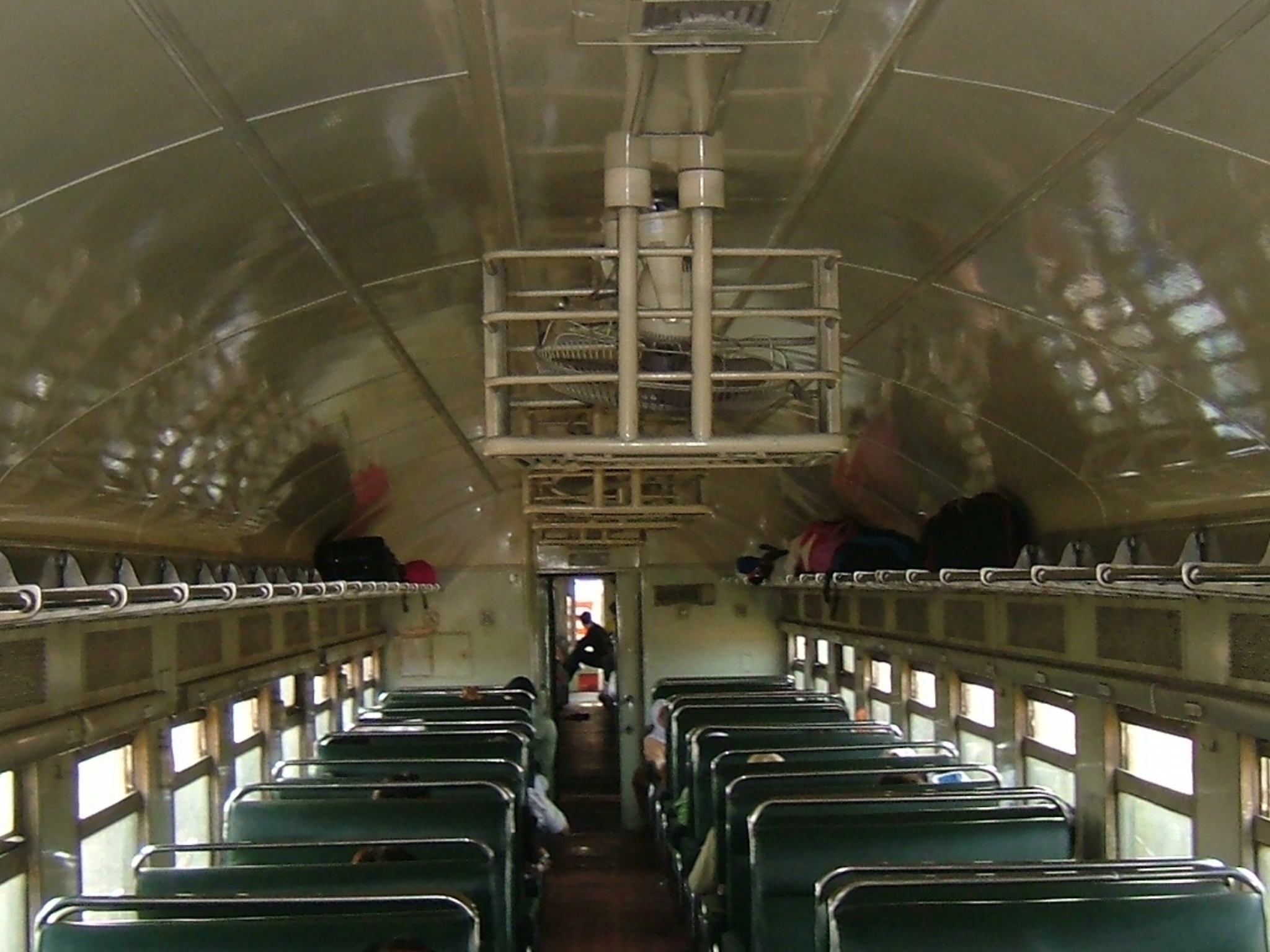
インドネシア向け客車 （二等車の車内）
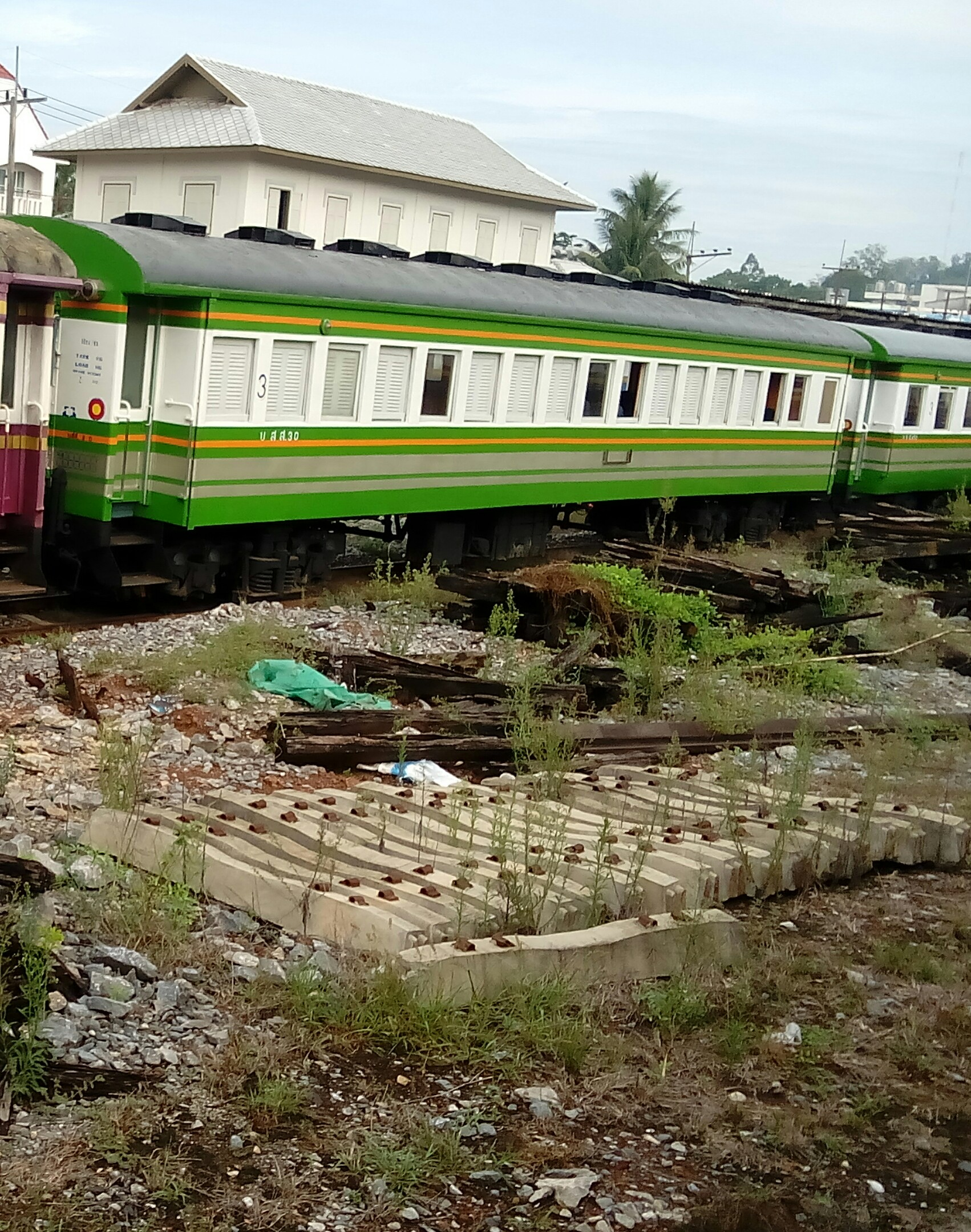
タイ向け客車 （写真中央、右端）
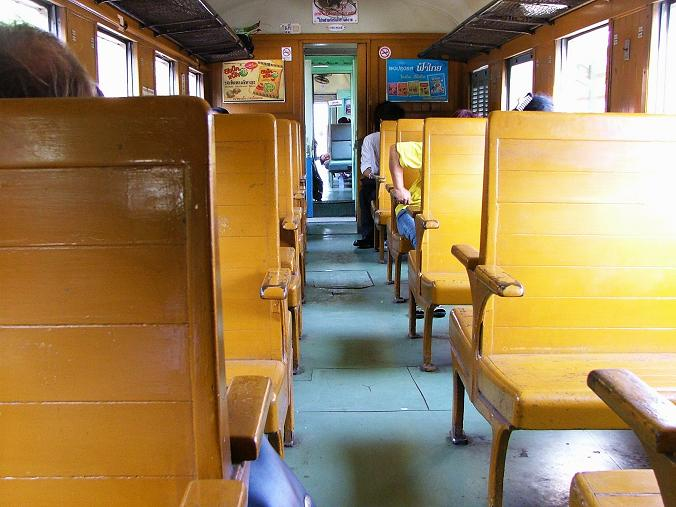
タイ向け客車 （三等車の車内）
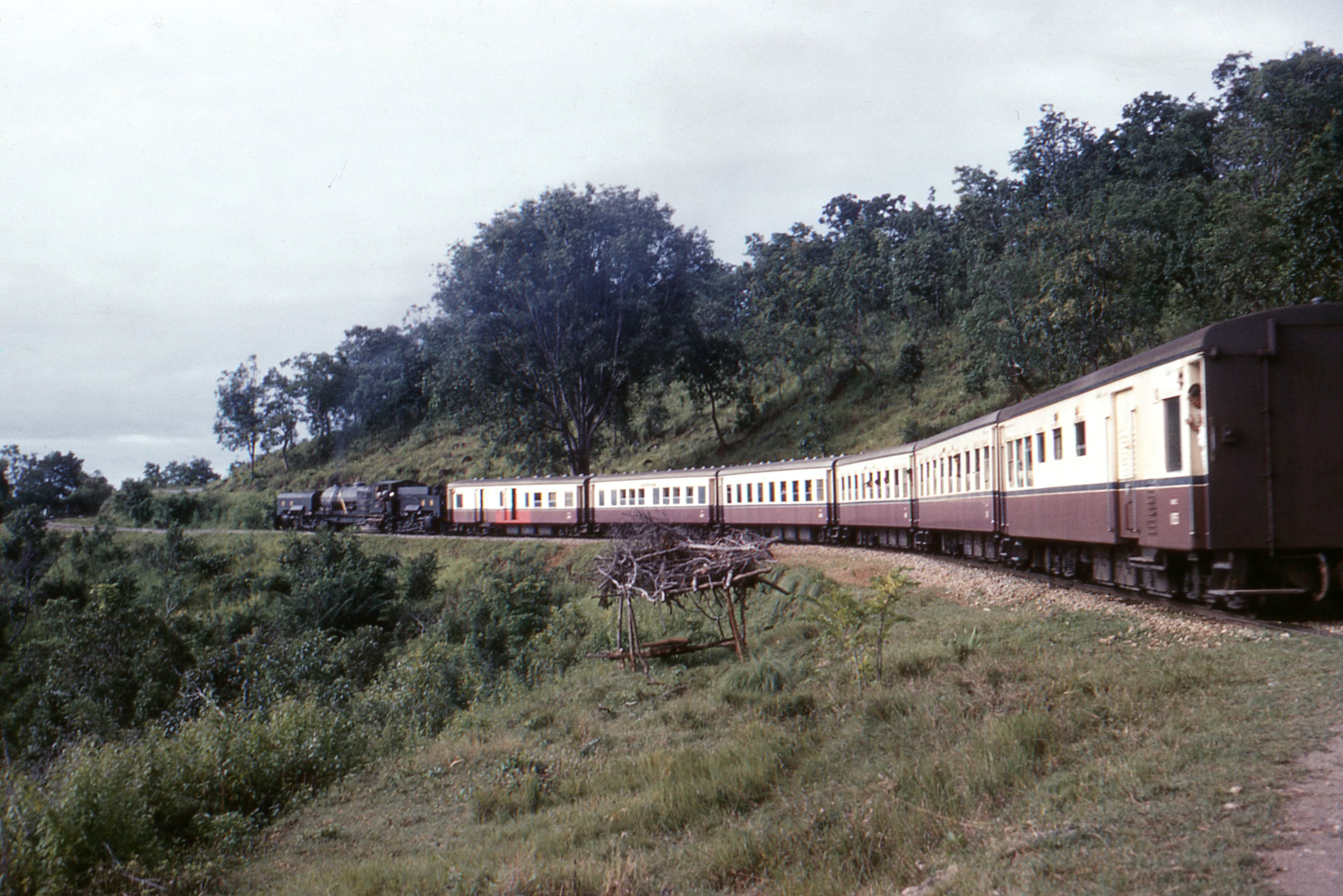
ビルマ向け客車編成 （機関車後位、大窓の車両）

## 静態保存車
| 画像                   | 番号 | 所在地                                                            | 備考 |
| ---------------------- | --- | ----------------------------------------------------------------- | --- |
|                        | オハ47 508 | 北海道網走市字卯原内 卯原内交通公園 （旧卯原内駅跡）              | 49643と連結されている。 |
|                        | スハフ42 502 | 北海道網走郡津別町字相生83-1 道の駅あいおい （旧北見相生駅跡）    | |
| （2009年8月8日）       | スハ45 17 | 北海道紋別郡湧別町計呂地2620 計呂地交通公園 （旧計呂地駅跡）      | C58 139およびオハ62 91と連結され、夏期には簡易宿泊施設として営業する。以前は左写真のように青色に塗装されていたが現在ではぶどう色に塗り直されている。現役時代は近代化改造され青色塗装であった。 |
|                        | スハ43 703 | 北海道紋別郡遠軽町丸瀬布上武利80 丸瀬布森林公園いこいの森         | |
|                        | スヤ42 4 | 北海道北見市常呂町字吉野137 NPO自然体験村 虫夢ところ昆虫の家      | 館内施設として使用。 |
|                        | スハフ42 522 | 北海道川上郡弟子屈町川湯駅前3丁目2-10 川湯温泉 ホテルパークウェイ | カラオケルームとして使用。 |
|                        | スヤ52 2 | 北海道上川郡美瑛町幸町4丁目3 ライダーハウス蜂の宿(閉業)           | ライダーハウスに併設の居酒屋として使用されている(現在は閉業)。 |
|                        | スハ45 37 スハフ42 519 | 北海道沙流郡平取町振内町20-4 振内鉄道資料館 （振内駅跡）          | ライダーハウスとして使用されており、5月から9月の間は宿泊が可能。 |
|                        | スハフ44 11 スハフ44 27 | 北海道夕張郡由仁町川端1110-8 ユニトピア川端パークゴルフ場跡       | C62ニセコ号で運用された車両である。「C62ニセコ号」の運行終了により廃車となり、1998年（平成10年）に開業したパークゴルフ場の施設として当地に設置されたが、ゴルフ場が2010年（平成22年）に閉鎖したに伴い放置状態となっている。 |
|                        | スハ45 20 スハフ44 12 オハフ46 504 | 北海道三笠市幌内町2丁目287 三笠鉄道村                             | |
|                        | スハ45 25 | 北海道勇払郡安平町追分白樺2丁目14 安平町鉄道資料館                | |
|                        | スハ45 26 | 北海道勇払郡むかわ町穂別冨内61 富内鉄道公園 （旧富内駅跡）        | ライダーハウスとして使用。 |
|                        | スハ45 14 スハフ44 1 | 北海道小樽市手宮1丁目3-6 小樽市総合博物館                         | |
|                        | スハ43 717 | （北海道小樽市手宮1丁目3-7）                                      | イタリア料理店「リストランテ トレノ」の店舗として使用されていた（同店は国鉄の客車などを改装して1984年（昭和59年）に小樽市高島に開店し、その後、小樽市総合博物館敷地内に車両を移送して営業していた。車両は国鉄ワフ29500形貨車と連結。しかし、2021年（令和3年）11月3日に閉店した）。 |
|                        | スハフ44 6 スハフ44 7 | 北海道小樽市朝里川温泉130 北海道ワイン本社                        | C62ニセコ号で運用された車両。59614、D51 286と連結されている。 |
|                        | オハフ46 501 | 北海道虻田郡倶知安町北4条東9丁目 六郷鉄道記念公園（旧六郷駅跡）   | ヨ7913と連結されている。 |
|                        | スハフ42 507 | 北海道岩内郡共和町南幌似38-2 幌似鉄道記念公園 （旧幌似駅跡）      | ワフ29587と連結されている。 |
|                        | スハフ42 506 | 北海道久遠郡せたな町北檜山区二俣58-4 バーベキューハウスメーメー   | 道の駅てっくいランド大成で飲食店として使用後、同町内の「バーベキューハウスメーメー」に移設し店舗として使用。 |
|                        | オハフ46 2005 | 岩手県遠野市                                                      | 車体はビアステーション恵比寿として静態保存されていた。閉店後に目白へ移転、目白倶楽部となったがそこも閉店、車体が一ノ関市で保管されていた。 2020年（令和2年）に岩手県遠野市へ移設。阿寒炭鉱と鉄道館で保存されていたオハフ62 95の台車TR11と組み合わされ(オハフ62の車体は解体済み)保存されている。 客車は床下機器が撤去されており、恵比寿の頃に車端部を展望車風に改造されている。正規の台車でないため、現役当時の頃とは若干の差異がある。 |
|                        | スハフ42 2052 | 茨城県結城市結城10584 富士見幼稚園                                | 客車劇場・客車文庫として使用。 |
|                        | スハフ44 25 | 栃木県真岡市台町2474-6 真岡駅 SLキューロク館                      | 元々は船の科学館「フローティングパビリオン羊蹄丸」船内で展示されていたが、同船の展示廃止・解体により同車がオークションにかけられ、真岡鐵道が落札入手した。 |
|                        | スハフ42 2067 スハ43 2166 オハ47 2232 オハ47 2327 スハ43 2326 スハ43 2345 オハ47 2058オハ47 2025 オハ47 2071 オハ47 2300 スハ43 2481 スハフ42 2069 スハフ42 2143 オハ47 2029 オハ47 2027 オハ47 2258 スハ43 2479 スハフ42 2032 | 新潟県南魚沼郡湯沢町土樽 湯沢中里スノーリゾート                   | 休憩室として利用。塗装は青地に白帯となっている。 7号車(オハ47 2058)は撤去されている。 |
|                        | スハ43 321 | 愛知県名古屋市港区金城ふ頭3丁目2-2 リニア・鉄道館                 | |
|                        | オハ46 13 | 京都府京都市下京区観喜寺町 京都鉄道博物館                         | 2011年（平成23年）10月31日付で廃車。 |
|                        | スハフ42 218 | 福岡県直方市大字頓野550-1 汽車倶楽部 ※非公開                      | 鞍手町歴史民俗資料館で保存されていたが、老朽化が進行したため2003年（平成15年）に譲渡。譲渡時に半分にカットされ、車掌室側のみ保管されている。 |
| 保存後に解体された車両 | |                                                                   | |
|                        | スハフ42 510 | 北海道網走市 湧網線能取駅ホーム跡                                 | 2006年（平成18年）に解体 |
|                        | スハフ44 4 | 北海道北見市 とれいん喫茶 ゆうもう線                              | 喫茶店廃業後、2006年（平成18年）解体 |
|                        | スハフ44 8 スハ45 15 スハ45 16 | 北海道釧路市 釧路駅構内「ツーリングトレイン釧路」                 | 簡易列車ホテルとして使用。1998年（平成10年）時点では現存。解体時期不明。 |
|                        | スヤ42 2 | 北海道帯広市                                                      | 1997年（平成9年）時点では現存。解体時期不明。 |
|                        | オハフ46 506 | 北海道河東郡上士幌町 上士幌町鉄道資料館 （旧士幌線上士幌駅跡）    | 2010年（平成22年）解体 |
|                        | スハ43 711 スハフ44 15 | 北海道富良野市                                                    | 富良野駅前で「ツーリングトレインフラノ」として使用されていたが、駅改装の際に個人に売却。解体時期不明。 |
|                        | スハ45 2 | 北海道江別市大麻中町 レストラン時館 （大麻駅前）                  | 2009年（平成21年）に解体 |
|                        | スハ45 19 スハ45 48 スハ45 49 スハ45 51 | 北海道室蘭市本輪西町 ウインズ室蘭                                 | 2012年（平成24年）までに解体 |
|                        | スハ45 40 | 北海道余市郡余市町 ソーラン号ラーメン列車                         | ラーメン店店舗として使用。2014年（平成26年）6月ごろ解体。 |
|                        | オハ47 2079 オハ47 2235 | 石川県白山市 松任青少年宿泊研修センター                           | 2014年（平成26年）12月解体。同所は少年の家として利用されていた宿泊施設 で、車両は子供の憧れである国鉄特急を思わせる朱色とクリーム色の塗装が施されていた。 同所にED70-57も保存されていたが、同時期に解体撤去されている。 |
|                        | オハフ46 2029 | 福井県越前市 金華山やまぼうし高原                                 | 2007年（平成19年）ごろに解体 |
|                        | スハフ42 2105 | 静岡県静岡市清水区 フェルケール博物館屋外展示場                   | 2010年（平成22年）6月に解体 |
|                        | オハフ46 2008 オハフ46 2009 オハフ46 2027 | 静岡県浜松市中区南伊場町1-1 (当時) JR東海浜松工場                 | 2013年（平成25年）9月解体 |
|                        | オハ47 2080 | 静岡県天竜市阿蔵（当時） 天竜浜名湖鉄道天竜二俣駅構内             | 1999年（平成11年）解体 |
|                        | スハ43 275 | 徳島県板野郡上板町 上板町歴史民俗資料館                           | 展示室として使用。2017年（平成29年）ごろに解体。 |
|                        | オハ47 107 オハ47 129 | 徳島県板野郡藍住町 阿波っ子ステーション                           | レストランとして使用していた。2017年（平成29年）ごろに解体。 |